# 台山市
台山市，旧稱新宁，为中国广东省辖县级市，现由江门市代管。位于珠江三角洲的西侧、南海岸边，過去與新會、開平、恩平合稱「四邑」，近年加上鶴山，改稱「五邑」。市人民政府駐中山路23号。
明朝至民国初年，称新宁县。1914年，中華民國內政部改定各省重復縣名，因湖南、四川、广西、广东四省皆存在同名之“新宁县”，广东省新宁县以城北有三台山以及縣城宁城別名台城而改名为台山县。1953年，赤溪縣并入台山县。1992年4月，撤县设市，改名台山市。市名在转换成繁体字时常被误写成“臺山市”，这是不正确的。台山市名源自其主山三台山，古代用“三台”比“三公”（古代最高官位），所以旧时常用“台”来作为对别人的尊称。而“臺”意为土筑的高坛，亦表示古代的官署名。两者含义大不相同。
台山市是著名的排球之乡、广东音乐之乡、中国曲艺之乡、飘色艺术之乡，还是全国文明城市提名城市、国家森林城市。是岭南著名的侨乡，目前全市旅居海外的华侨约有180多万。

## 历史
台山新石器時代已經有居民。秦漢至三國屬番禺縣（ 不過《廣東省廣州市佛山地區韶關地區沿革地理》認為屬四會縣）。三國至明初，屬新會縣。註：西晉時，今台山市西南部曾設置海安縣，但東晉時已併入新會縣。

### 明清时期
台山原属新会县地，明孝宗弘治十一年八月丁卯（1498年8月20日），由巡抚邓赞、巡按王哲审议，知府林泮亲诣经理，从新会县地析置新寧縣（Sunning），隶属广州府。弘治十二年（1499年）二月新寧縣正式设立，八月县城建成。
明昭宗永曆八年（1654年），起兵反清的恩平守备王兴占汶村（今台山市汶村镇一带），改汶村为“汶安城”，拥朱聿钐为王，奉永曆年号。永曆十至十一年（1656年至1657年），王兴二度击退清军讨伐。永曆十二年（1658年），清将尚可喜围汶安城至次年，城中粮尽，王兴自焚。
同治六年（1867年）四月二十日，设赤溪厅（今台山市赤溪镇），直属广东布政司。
光绪三十一年（1905年），美湾乡500多位伍氏旅外乡亲捐建成务学校，开侨资兴学的先例。三年后全县第一个学术团体——新宁教育会落成。1908年1月，新宁铁路首段建成通车。

### 中华民国

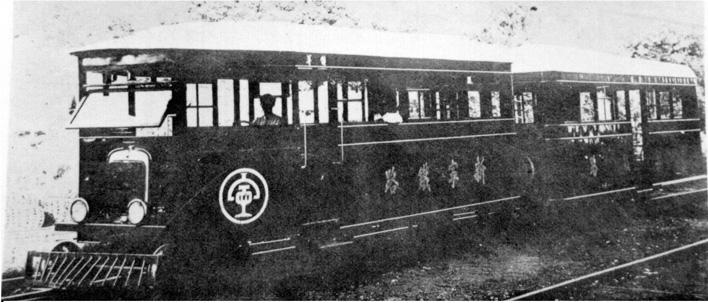
新宁铁路列车车厢，摄于1935年。

民国元年（1912年），赤溪厅改赤溪县。次年4月26日，新宁铁路第二期干线工程通车；由公益埠附近麦巷站起，经新会县城、至江门北街。同年，创办新宁县立师范学校。
民国三年（1914年），中華民國內政部改定各省重復縣名，因湖南、四川、广西、广东四省皆存在同名之“新宁县”，改名为台山县。民国九年（1920年），废道制，赤溪县隶属廣東省政府管辖。3月，新宁铁路支线台城至白沙圩通车。
民国十三年（1924年），台山县获孙中山大元帅特许试行自治。时年，台山附城横湖人刘栽甫，早期同盟会成员，中华民国第一届国会议员，并于1921年至1927年间四次出任台山县长。1924年，刘栽甫第三次担任县长期间，开始在台山推行中华民国首个县级地方自治实验。刘栽甫也成为台山县第一任民选县长。自此，台山县大部分县长都是台山籍或者广东籍直至新中国成立。同年，台山第一条公路台城至园山路段通车。
民国二十一年（1932年）六月，台山县先后属第一区、第十区行政督察区。
民国二十六年（1937年）七七卢沟桥事变发生后，全国进入全面抗战时期。台山市在全面抗战时期在《广东省台山县抗日战争年表》一书中有详细讲解。九月三十日，日军首次派军机进入台山领空侦察。10月15日，日军机突袭台山十九人遇难，二十六人受伤，房屋、商店倒塌四十一间，铁船被毁一艘。12月28日，两艘日舰入侵上川岛沙堤港，上川沦陷。
民国二十七年（1938年），在1月份，日本飞机对公益、水步、斗山、金鸡凹和平迳等地进行了轰炸，两个机车箱被摧毁，并造成多处铁路轨道受损。而后国民政府下令拆毁新宁铁路全线毁路抗日。
民国二十八年（1939年），在2月份，广东青年抗日先锋队台山县队部成立。3月30日，日本飞机轰炸了白沙和公益，造成了134人丧生，77人受伤，同时还有59间商铺和房屋倒塌。同日，邻近的县市，新会县的江门镇被日军占领。
民国二十九年（1940年）9月20日，日军驾驶三艘汽艇计划从斗山河距离约1500米的三夹海口登陆横江村。广东省国民党保安团驻守斗山河三夹海口部队在排长苏立辉的领导下，英勇地与进犯的日军展开了抗击。在这场战斗中，在毙伤了日军20多人后，广东省国军保安七团排长苏立辉和他全排官兵壮烈牺牲。当时，还有一小部分日军成功进入了横江村。然而，横江村民勇敢地与日军展开了抗击。村民利用村里的洋楼作为掩体，与日军进行战斗。至今，在横江村，一些洋楼的外墙上仍然保留着当时的弹痕。在11月份，日机对广海南湾进行了轰炸，导致23间商店的倒塌，以及3艘小艇被炸沉。
民国三十年（1941年）日军入侵台山。3月3日，日军在军机掩护下分两路入侵广海（今台山市广海镇），同日下午4时台城沦陷。3月10日，国军第七挺进纵队司令彭林生调所属部队及省保安第七团张翘柳部，开抵三合；驻陡门的袁带司令所属部队亦赶到四九大塘，作包围台城之势，日军遁去。
5月18日晚，台山渔船3艘于上川海面用土炮及渔炮击沉日军电艇2艘，舰上日军18人尽数死亡。
9月20日，日军侵占了广海和斗山，接着于22日进攻了台城，台城再次沦陷，日军在各地四处奸杀掳掠。23日又占领了三埠。城东、城南、城西各乡以及三社、陈边、浮石、西村等地的居民组织壮丁抗击日军。至9月28日，日军撤退。在九天内，日军杀害了557名平民，打伤了277人，并烧毁了70多间商店和房屋。守军共有28人牺牲，17人受伤。10月23日，日军岩木川男率日伪军占据上、下川岛，并在上川岛设立“南支海防军挺进队上川基地指挥所”。
在1943年广东饥荒时，饿死者有15万人在台山市。
民国三十三年七月四日（1944年），日军火烧“三社”，史称“三社大屠杀惨案”，被杀和烧死的群众达700余人，伤40多人；烧毁房屋531间，学校3间，祠堂5间。
民国三十四年（1945年），5月2日，日军由崖西入侵都斛，留30人驻守，余70人向赤溪进犯。3日夜，日军侵入赤溪。6月23日，驻台城日军60多人窜到附城大亨市，勒令乡民每天缴白米100斤，每5天缴生猪1头。6月25日，驻台城日军40多人到仓下、东坑等地大肆抢掠。7月23日，驻台山日军逃走，强抢民船数十艘集中赤溪，四出附近乡村搜劫、拉伕。7月24日晨，驻斗山、冲蒌日军被抗日乡民击败，逃回台城。7月30日，日军在台城被迫溃逃，台山县城第五次光复。8月15日，日本政府宣布无条件投降，台山光复。8月23日，日军从上下川岛撤离，台山全境宣布取得抗战胜利。
1946年2月，由中共广东人民抗日解放军第四团部分武装人员组织成立滨海大队。台山滨海大队根据中共广东临时区委的决定，部分骨干随东江纵队北撤，留下少数精干队伍分散活动，坚持斗争。同年7月, (国民党)台山县政府派遣政警部队进驻深井、大隆洞，侦察中共游击队的活动。对游击区进行“扫荡”和“围剿”。滨海大队为保存力量、减少损失，召回隐蔽在农村的三十多名游击队员，由副大队长林兴华带领撤离禾镰坑，转移到漭洲岛，开展海上游击活动。 1946年冬，当时台山高校发生教师欠薪事件。中共台山党组织指导的民主同盟组织进行公开合法的斗争。组织发动台中、台师、女师三校教师针对（国民党）台山政府拖发教师工资事件开展索薪斗争，当天一百多名教师到县府请愿，时任县长伍仕焜迫于形势答应如数补发拖欠工资，并承诺今后每月按时发放。1947年双十日，由游击队组成的台山人民解放军正式成立，由林兴华担任军事指挥。1948年4月，在大隆洞宣布将台山人民解放军改编为广东人民解放军台开赤总队，林兴华任总队长，黄文康任政治委员，赵向明任政治处主任。
1949年1月，广东人民解放军台开赤总队改编为粤中人民解放军滨海总队。7月，经中共中央批准，撤销中共粤中分区和粤中军分委，成立中共粤中临时区委和中国人民解放军粤中纵队。根据原粤中分委和粤中军分委的指示，粤中人民解放军滨海总队更名为中国人民解放军粤中纵队滨海总队，此时部队已发展成为一支拥有1500余人的革命武装力量。
随着国民政府在内战中败退，从1949至1950年间，许多台山人随国民政府迁居台湾，涵盖军官、政客、学者和商人等各界人士。台山籍将领余伯泉、雷炎均、朱晖日、伍根華等担任重要职务，政界人物如马超俊、伍智梅，出生后跟随父母去台湾如伍世文等积极参与台湾建设。此外，这期间也有一部分台山人迁居港澳及海外如黄光锐、温应星、余程万、余莎莉等。

### 中华人民共和国
1949年10月22日，解放军在滨海总队和各地武装工作队的配合下，清除台山地区的国民党军政残余势力。10月24日，滨海总队1500余人在总队长林兴华和政委谢永宽的率领下进入台城。进城后，随即宣布成立台山县军事管制委员会，由谢永宽为主任，林兴华为副主任，全面开展接管政权工作。至28日已占领台山（除上、下川岛）全境。11月4日，赤溪县人民政府成立。
1950年，3月22日至25日，台山县第一次各界人民代表会议在台城召开，出席代表500人。3月29日，台山县召开第一次农民代表会议，传达1950年农村工作任务，并成立农民协会筹备委员会。
1951年5月，台山县开始土地改革。8月15日，台山县第一批志愿军30人，组成赴朝鲜医疗手术队。
中华人民共和国成立后至1952年5月，台山、赤溪两县隶属粤中专区。1952年5月，改属粤西专区。同年6月，新昌、荻海两埠及其郊区划归开平县。1953年4月，赤溪撤县为区，归并台山县。6月5日，广东省人民政府批准广海、斗山、都斛、公益、海宴、白沙、大江、冲蒌等8个圩镇为乡级镇。6月30日，全县开展第一次人口普查，总人口655567人。
1955年，台山县第十五区允泊乡划归阳江县。1959年2月，隶属江门专区；1961年4月，隶属肇庆专区；1963年6月，隶属佛山专区。
1956年12月4日，台山县召开第一届归侨、侨眷代表大会，遵照全国侨联的规定，将“台山县归国华侨联谊会”正式改为“台山县归国华侨联合会”（简称县侨联会）成为中华人民共和国第一个县级华侨及归侨人民团体。市侨联大厦坐落于台城的人工湖旁。
1966年文革开始，中共台山县委成立“文化大革命”领导小组和办公室。1967年1月3日，成立台山县无产阶级“文化大革命”办公室和接待办公室。3月31日，县建立军事管制委员会。8月29日，“造反派”冲击台山县军事管制委员会。
1970年5月18日至25日，广东省革委会生产组在台山县斗山公社召开全省农村商业斗、批、改现场会议。7月3日至8月6日，台山地区共发生地震400多次，其中3.5级1次，3.9级1次，3级至3.4级10次，2.5级至2.9级24次，2级至2.4级90次，1.5级至1.9级120次，其余为0.5级，震中位于温泉圩以南约5公里处，震源深度为10公里。其中3.9级主震发生于7月4日4时34分。
1983年5月5日，中共广东省委通知，撤销佛山地区建制，划分为佛山市、江门市，台山县划归江门市管辖。
1985年5月22日，广东省人民政府同意台山县沙栏区更名为海宴东区，海宴区更名为海宴中区，汶村区更名为海宴西区。10月4日，省政府批准公益镇、广海镇、白沙镇、斗山镇为珠江三角洲经济开放区第一批重点工业卫星镇。
1992年经中华人民共和国中央人民政府的批准，台山县撤县设市（縣級市），成为台山市。
黃仁夫撰寫的《台山古今五百年》，对台山之历史有较为全面的概述。

## 地理

### 地貌
台山地貌多样，兼有平原、湿地、丘陵、山地、海岸、岛屿，平均高度为100－300米不等，地势中部较高，东部北峰山脉主峰狮子頭海拔986米，为境内最高峰。从狮子山向西南经三合镇横塘圩至马山为隆起轴，把境内陆地地形为南北两部分。南部由东北向西南倾斜，北部由东南向西北倾斜。
境内丘陵、台地零星分布，北峰山脉以西（境内中部和北部）除潭江中游南岸一带是河流冲积平原外，均为丘陵。北峰山、铜鼓山、大隆洞山之间的三角地带及大隆洞山以南是海积平原。全市山地丘陵占60.5%，平原占39.5%。
台山的大陆海岸线曲折，呈西南—东北走向，长294.8千米，占全省海岸线的1/11。沿海岸线分布有大小海湾35个，其中较大海湾有镇海湾100平方千米、广海湾236平方千米、赤溪湾6平方千米。台山海岸附近多平原滩涂，主要分布在广海湾、镇海湾、崖门水道西侧，共有157平方千米。台山海岸盛产奇石，如雨花石，龟文石，花岗岩等，其中又以黄蜡石为最。南部海上有大小岛屿（礁）268个，占全省岛屿的1/5，其中面积500平方米以上的岛屿有96个。较大的岛屿有上川岛（137.16平方千米）、下川岛（81.73平方千米）。

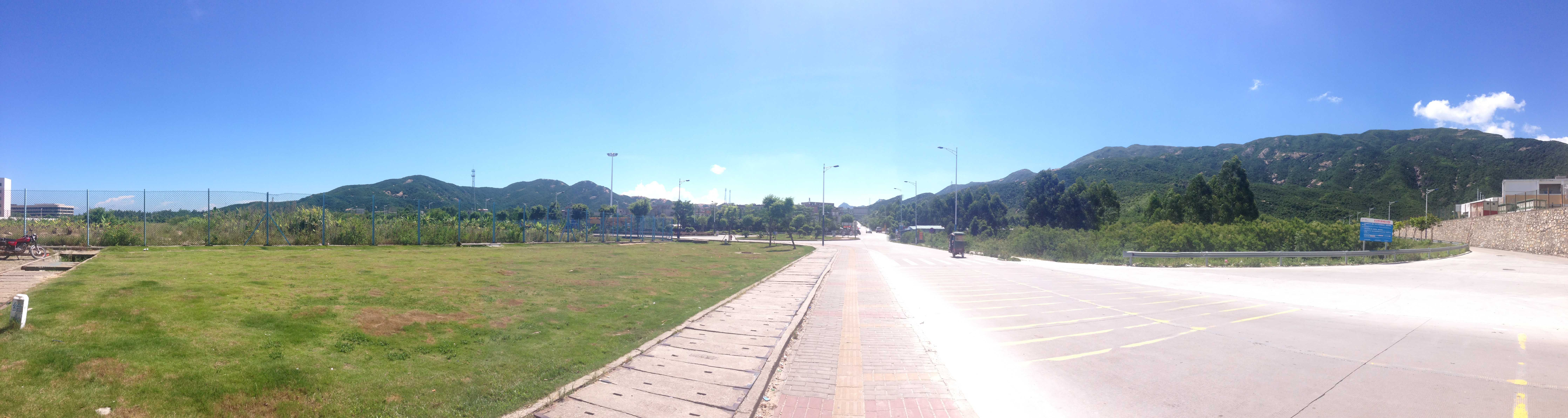
台山某处平原间村落（2014年）
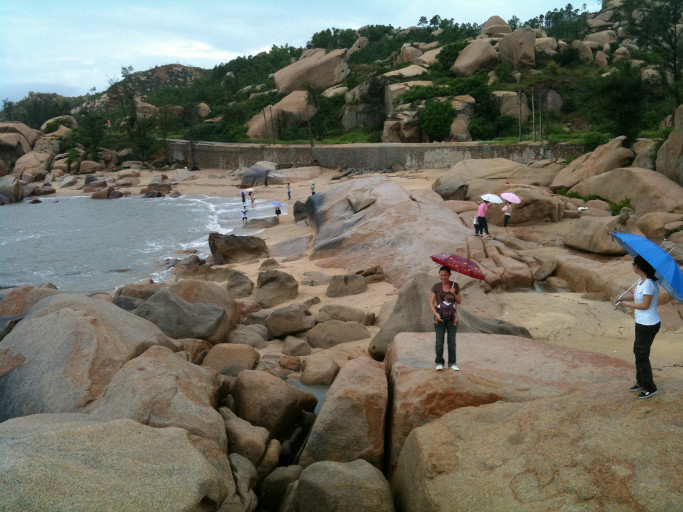
台山北陡镇浪琴湾滩涂（2009年）
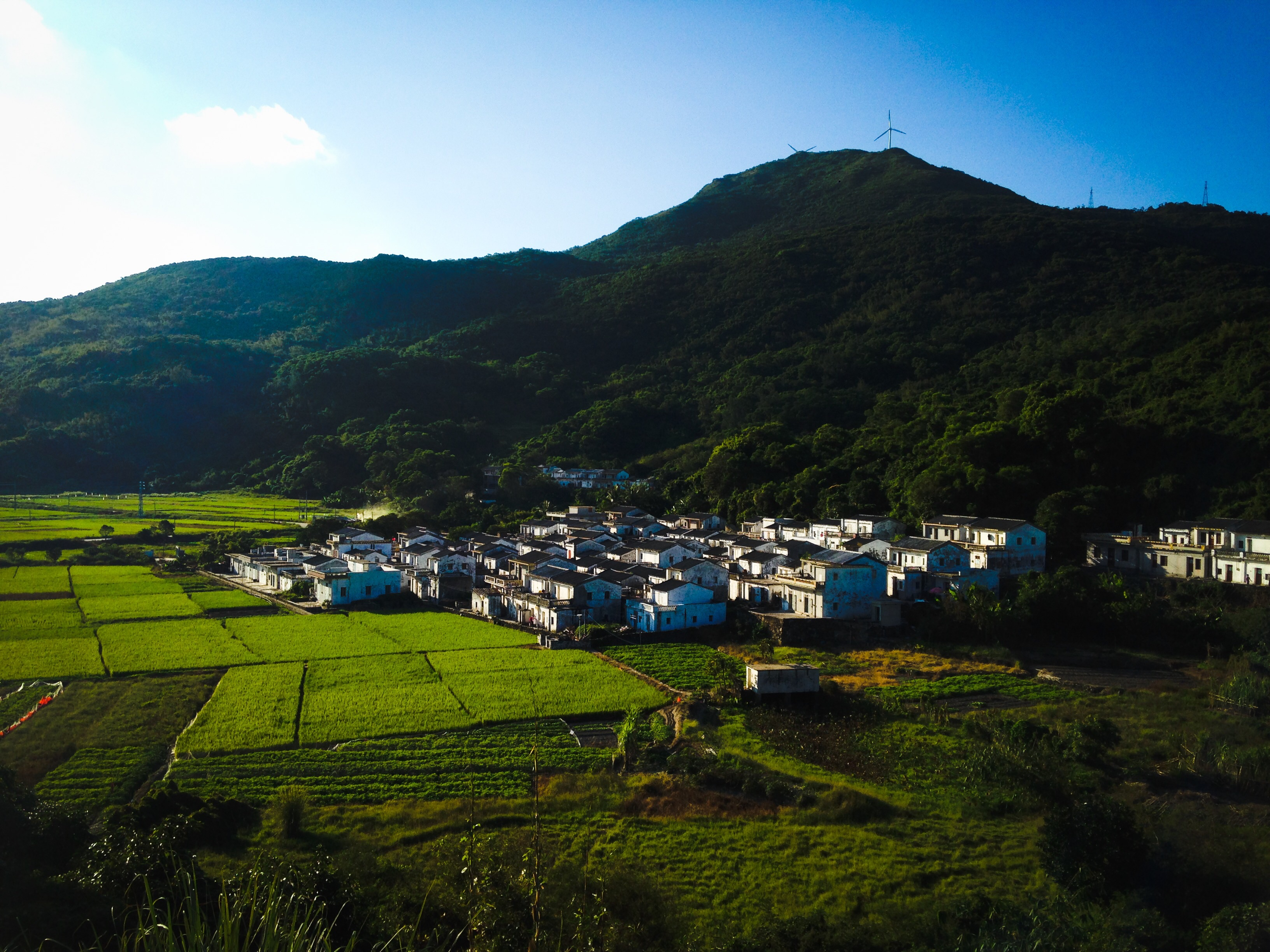
台山某山地间的村落（2015年）
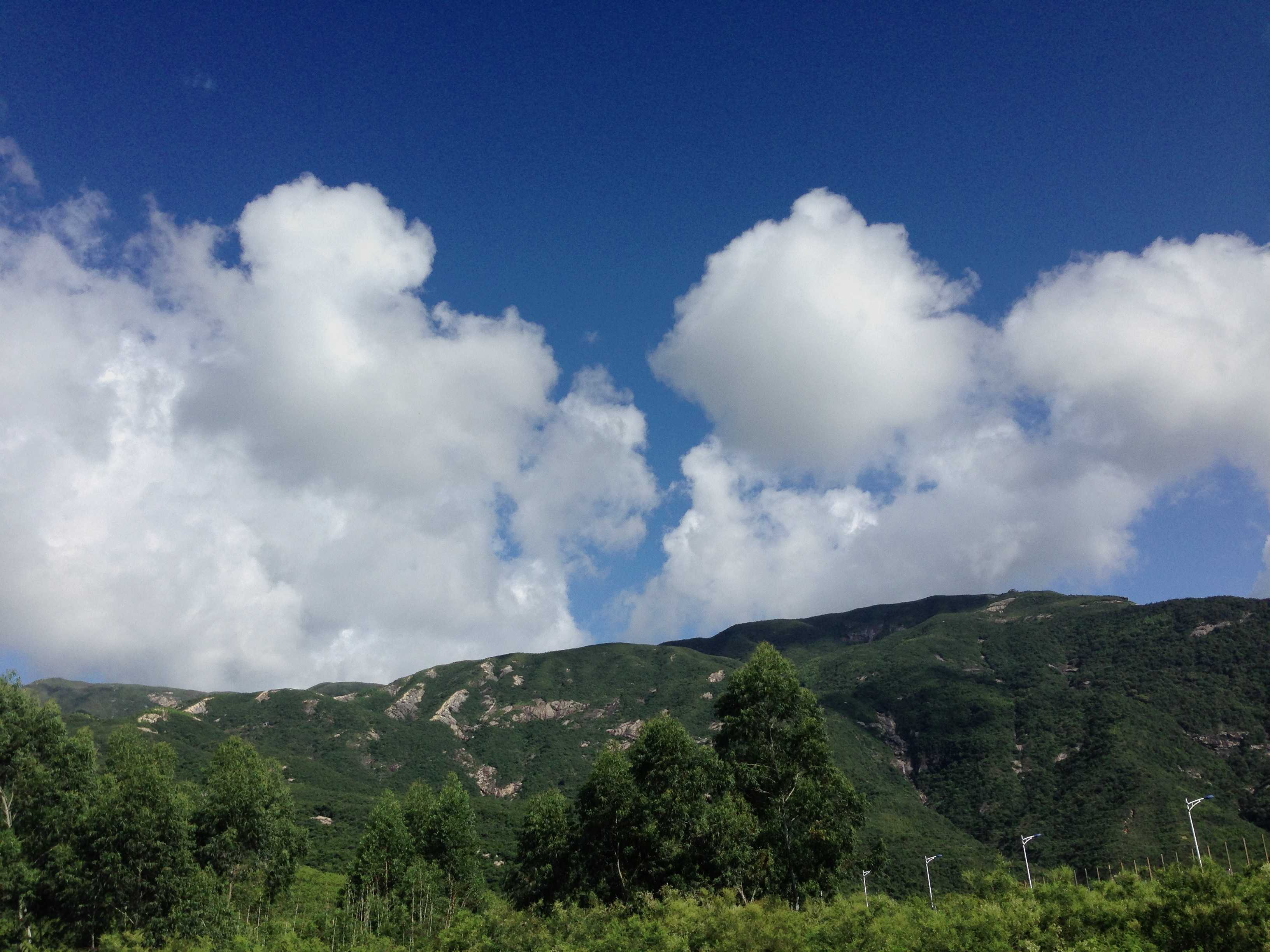
台山某丘陵（2014年）
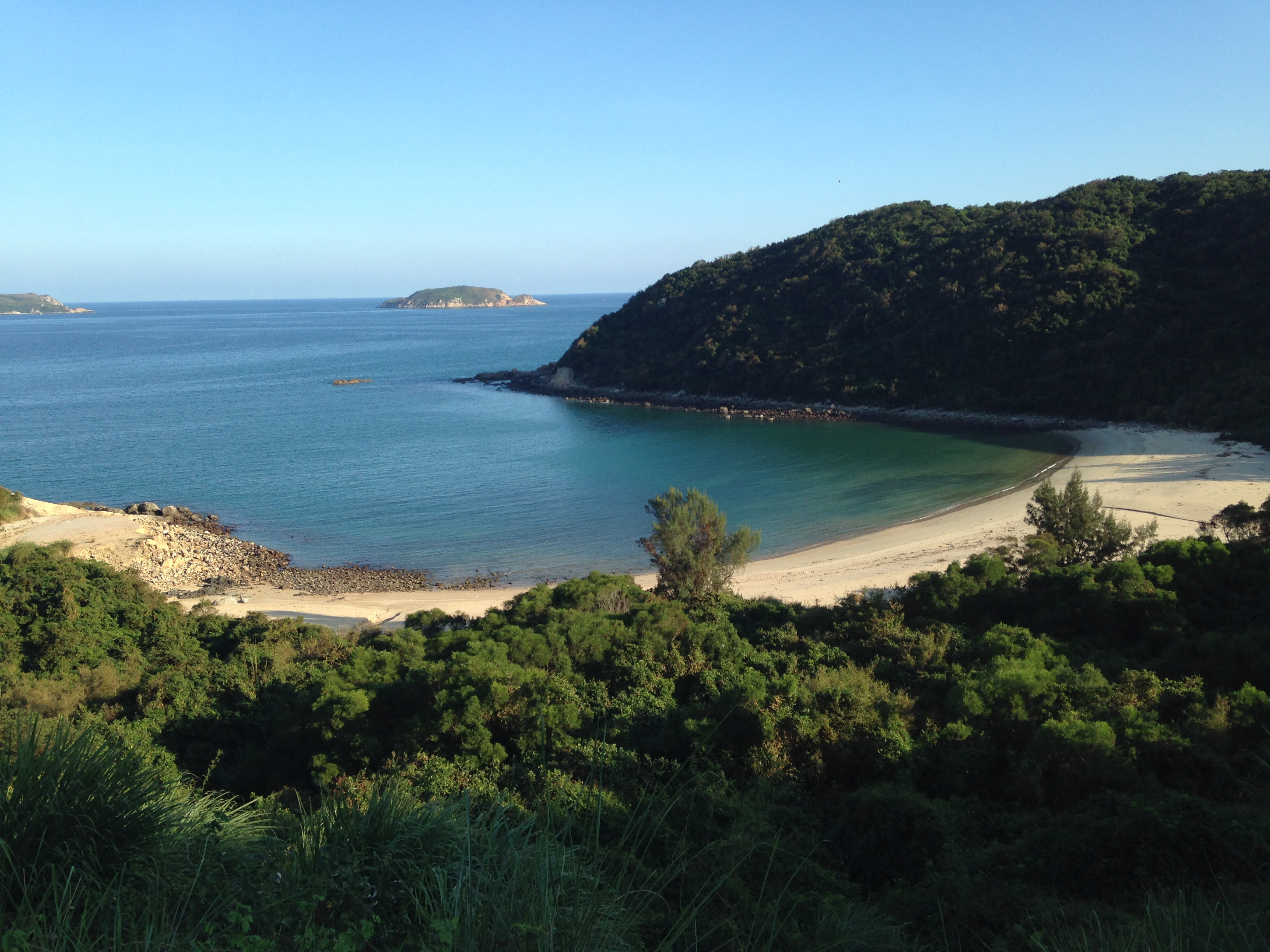
台山某海岸（2015年）

### 气候

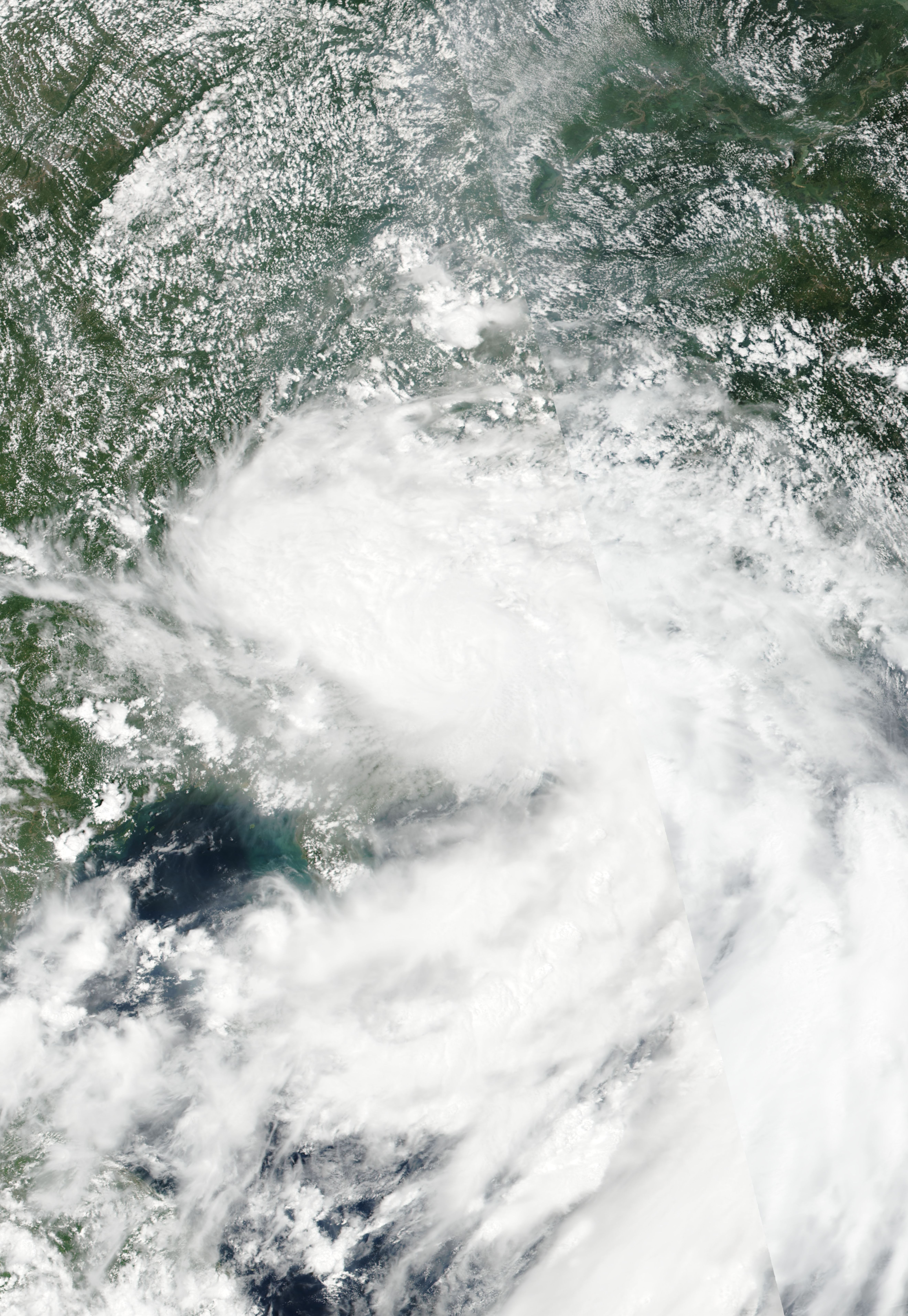
2017年第14号台风帕卡曾登陆台山

台山属南亚热带季风气候，夏季盛吹南风，冬季盛吹北风，受海洋天气影响显著，夏季不酷热，冬季不严寒，气候温和，雨量充沛，日照充足，热量丰富。
根据1981到2010年气象观测数据统计，台山年平均气温22.3℃，最热的月（7月）平均气温28.4℃，最冷的月（1月）平均气温14.2℃。年均降雨量2007.7毫米，沿海地区2200毫米，年均暴雨日有10天。雨季正常始于4月上、中旬，结束于10月上旬，降雨集中在4—9月，占全年雨量的85％；冬春少雨，10月—次年3月雨量只占全年15％。每年5—11月是台风影响季节，相对集中在7—9月，年均有3～4个热带气旋影响台山。
| 台山（1981−2010）                              | 台山（1981−2010） | 台山（1981−2010） | 台山（1981−2010） | 台山（1981−2010） | 台山（1981−2010） | 台山（1981−2010） | 台山（1981−2010） | 台山（1981−2010） | 台山（1981−2010） | 台山（1981−2010） | 台山（1981−2010） | 台山（1981−2010） | 台山（1981−2010） |
| 月份                                           | 1月               | 2月               | 3月               | 4月               | 5月               | 6月               | 7月               | 8月               | 9月               | 10月              | 11月              | 12月              | 全年              |
| ---------------------------------------------- | ----------------- | ----------------- | ----------------- | ----------------- | ----------------- | ----------------- | ----------------- | ----------------- | ----------------- | ----------------- | ----------------- | ----------------- | ----------------- |
| 历史最高温 °C（°F）                            | 28.2 (82.8)       | 29.4 (84.9)       | 32.0 (89.6)       | 33.4 (92.1)       | 35.2 (95.4)       | 37.2 (99.0)       | 38.3 (100.9)      | 37.3 (99.1)       | 36.2 (97.2)       | 34.2 (93.6)       | 32.5 (90.5)       | 29.3 (84.7)       | 38.3 (100.9)      |
| 平均高温 °C（°F）                              | 18.7 (65.7)       | 19.4 (66.9)       | 22.3 (72.1)       | 26.2 (79.2)       | 29.6 (85.3)       | 31.2 (88.2)       | 32.4 (90.3)       | 32.3 (90.1)       | 31.0 (87.8)       | 28.5 (83.3)       | 24.4 (75.9)       | 20.4 (68.7)       | 26.4 (79.5)       |
| 日均气温 °C（°F）                              | 14.2 (57.6)       | 15.4 (59.7)       | 18.4 (65.1)       | 22.6 (72.7)       | 25.8 (78.4)       | 27.5 (81.5)       | 28.4 (83.1)       | 28.1 (82.6)       | 26.9 (80.4)       | 24.3 (75.7)       | 20.0 (68.0)       | 15.7 (60.3)       | 22.3 (72.1)       |
| 平均低温 °C（°F）                              | 11.1 (52.0)       | 12.7 (54.9)       | 15.8 (60.4)       | 20.1 (68.2)       | 23.0 (73.4)       | 24.9 (76.8)       | 25.5 (77.9)       | 25.2 (77.4)       | 24.1 (75.4)       | 21.2 (70.2)       | 16.7 (62.1)       | 12.4 (54.3)       | 19.4 (66.9)       |
| 历史最低温 °C（°F）                            | 2.7 (36.9)        | 2.7 (36.9)        | 3.2 (37.8)        | 8.6 (47.5)        | 14.1 (57.4)       | 18.2 (64.8)       | 21.6 (70.9)       | 21.9 (71.4)       | 16.5 (61.7)       | 11.1 (52.0)       | 5.0 (41.0)        | 2.0 (35.6)        | 2.0 (35.6)        |
| 平均降水量 mm（）                              | 29.5 (1.16)       | 60.0 (2.36)       | 66.1 (2.60)       | 181.2 (7.13)      | 289.3 (11.39)     | 369.2 (14.54)     | 295.1 (11.62)     | 329.8 (12.98)     | 239.0 (9.41)      | 79.4 (3.13)       | 36.1 (1.42)       | 27.9 (1.10)       | 2,002.6 (78.84)   |
| 平均相對濕度（％）                             | 74                | 81                | 83                | 84                | 83                | 84                | 82                | 83                | 80                | 74                | 70                | 68                | 79                |
| 来源：China Meteorological Data Service Center |                   |                   |                   |                   |                   |                   |                   |                   |                   |                   |                   |                   |                   |

### 水文
台山境内河流分属两个流域，北部河流由东南向西北流归潭江，属珠江流域水系河流；南部和西南部河流从北向南注入南海，属粤西沿海诸小河水系河流。

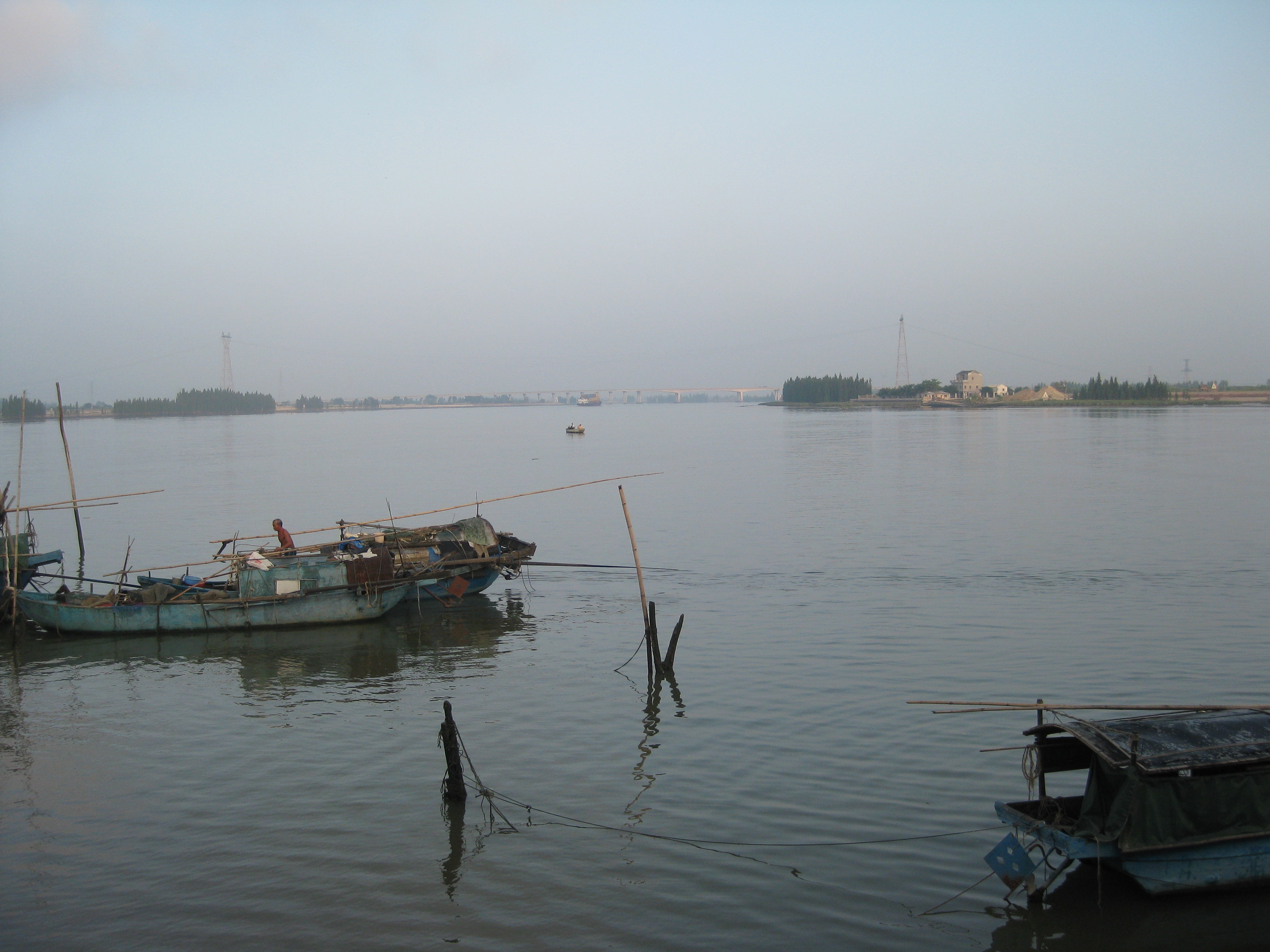
潭江新会牛湾段

全市集雨面积100平方千米以上的河流10条，主河道总长334.4千米。其中属珠江水系河流有潭江、新昌水、五十水、三合水、公益水和白沙水6条，属粤西沿海诸小河水系河流有大隆洞河、斗山河、那扶河和深井河4条。集雨面积小于100平方千米直接流入南海的河流7条，其中南部有东滘河、赤溪河、曹冲河、大马河，西部有海宴河、汶村河和那琴河。
| 河名     | 所属水系       | 流域面积（平方千米） | 年平均流量（立方米/秒） | 主河道长度（千米） | 平均坡度（‰） |
| -------- | -------------- | -------------------- | ----------------------- | ------------------ | ------------- |
| 潭江     | 珠江流域水系   | 956/6026             | 2158.83/2174.08         | 19/248             | 0.45          |
| 新昌水   | 珠江流域水系   | 575.40/576           | 14.77/14.79             | 52                 | 1.81          |
| 五十水   | 珠江流域水系   | 101                  | 3.83                    | 20                 | 15.50         |
| 三合水   | 珠江流域水系   | 110                  | 4.50                    | 22                 | 0.110         |
| 公益水   | 珠江流域水系   | 136                  | 5.02                    | 28                 | 0.68          |
| 白沙水   | 珠江流域水系   | 145.20/383           | 5.97/15.75              | 12/49              | 0.77          |
| 大隆洞河 | 粤西沿海诸小河 | 678.70/709           | 24.97/26.08             | 60                 | 0.80          |
| 斗山河   | 粤西沿海诸小河 | 209.10               | 9.27                    | 33.90              | 1.17          |
| 那扶河   | 粤西沿海诸小河 | 569.10/684           | 10.51/12.63             | 52                 | 0.39          |
| 深井河   | 粤西沿海诸小河 | 148.20/225.9         | 7.40/11.28              | 35.50              | 1.07          |

### 自然资源

#### 矿产资源
台山市发现的矿物有金属矿和非金属矿两大类，以非金属矿为主，主要有花岗岩、石灰石、高岭土、绿柱石、水晶石、硅砂、钾长石、黄玉和煤；金属矿主要有金、银、铜、锡、铅、锑和铌钽等；稀土金属有稀土矿。建材矿产有石灰石、花岗岩和石英砂。此外，还有煤、地热和矿泉水等矿产。已探明有一定储量的矿藏产地80处，其中大型矿藏产地2处，中型矿藏产地7处，小型藏产地71处。

#### 土地资源
台山市土地总面积328630.05公顷，其中耕地57023.34公顷，园地10704.13公顷，林地164339.23公顷，草地2456.51公顷，城镇村及工矿用地17132.82公顷，交通运输用地5058.14公顷，水域及水利设施用地66021.56公顷，其他土地5894.32公顷。此外，归属园地、草地、林地等地类中共有15127.41公顷土地，按规定可以调整为耕地。

#### 水资源

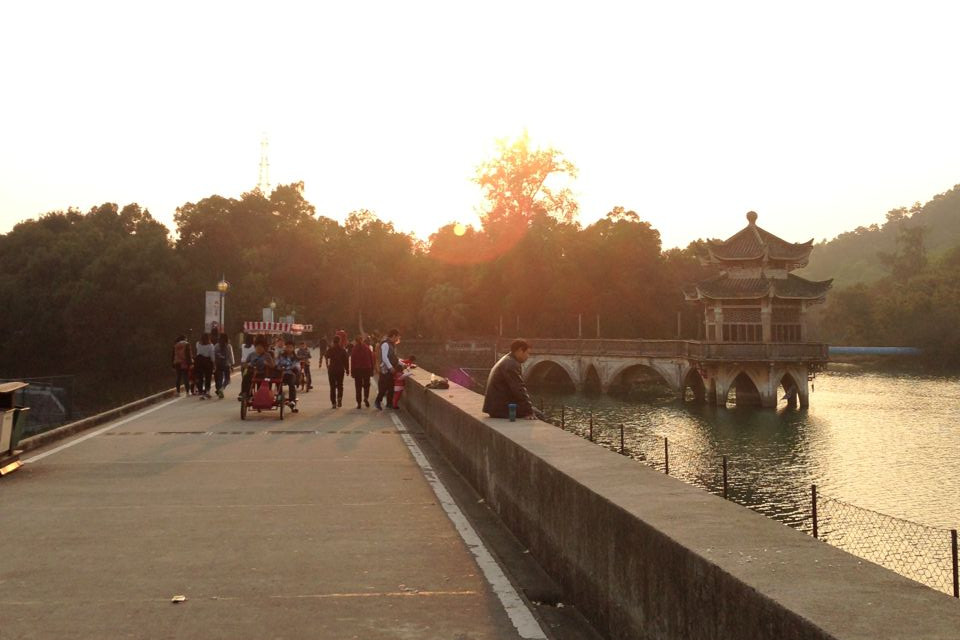
台山台城石花山水库堤畔风光

台山市属南亚热带海洋性季风气候，台风多，降雨充沛，水资源丰富，多年平均降雨量2122毫米，比全广东省多年平均降雨量高351毫米；多年平均降水总量67.20亿立方米，占全省的2.14%。水资源总量以河川径流量为主，台山市多年平均水资源总量41.60亿立方米，占全省的 2.27%。其中台北片11.50亿立方米、东南片13.60亿立方米、西南片13.40亿立方米，川岛片3.10亿立方米。人均水资源量4389立方米，比全广东省人均水资源量高2289立方米。
截至2015年末，全台山市有水库200宗，总库容8.90亿立方米，兴利库容5.58亿立方米，是工农业生产的主要水源。至同年5月15日止，水库蓄水总量0.88亿立方米，全市水库可用水量占总兴利库容16%，中小型水库80%接近死库容，有53宗水库完全干涸。台山市地下水主要为河川基流，多年平均地下水资源量7.66亿立方米。
台山市地热水丰富，已查明有三合温泉、白沙朗南温泉、都斛东洲温泉和莘村温泉、汶村神灶温泉。全市地质D级储量6069.80立方米/天，年总流量264.75万立方米，水温最低52℃，最高87℃。

#### 海洋资源
台山市位于珠江三角洲西南部，南临南海，距香港87海里，距澳门48海里，向南距国际主航道12海里。根据《台山市海洋功能区划》（2013—2020年）和《江门市海岛保护规划》的统计，台山领海基线以内海域面积约2717平方千米，沿海海岸线长约306千米，岛岸线长约391千米，大小岛屿557个，其中无居民海岛552个，有居民海岛5个。面积大于500平方米的岛屿有126个，海岛总面积约248平方千米，上川岛面积137.15平方千米，为全省第二大岛；下川岛面积81.07平方千米，为全省第六大岛。海（港）湾119个，三大渔港分别为沙堤渔港、横山渔港和广海渔港，沿海30多千米长的深水岸段中有上川围夹、下川王府洲万吨级以上的优良港池。大襟岛周围海域是广东省中华白海豚自然保护区。台山鰻魚為中国国家地理标志产品，亦是台山名片。
台山市海洋生物种类繁多，主要经济鱼、虾、蟹、贝类达100多种。海水养殖资源丰富，20米等深浅海面积21万公顷，滩涂面积1.3万公顷。有滨海砂矿资源、旅游资源和潮汐能、波浪能、风能等海洋再生资源。

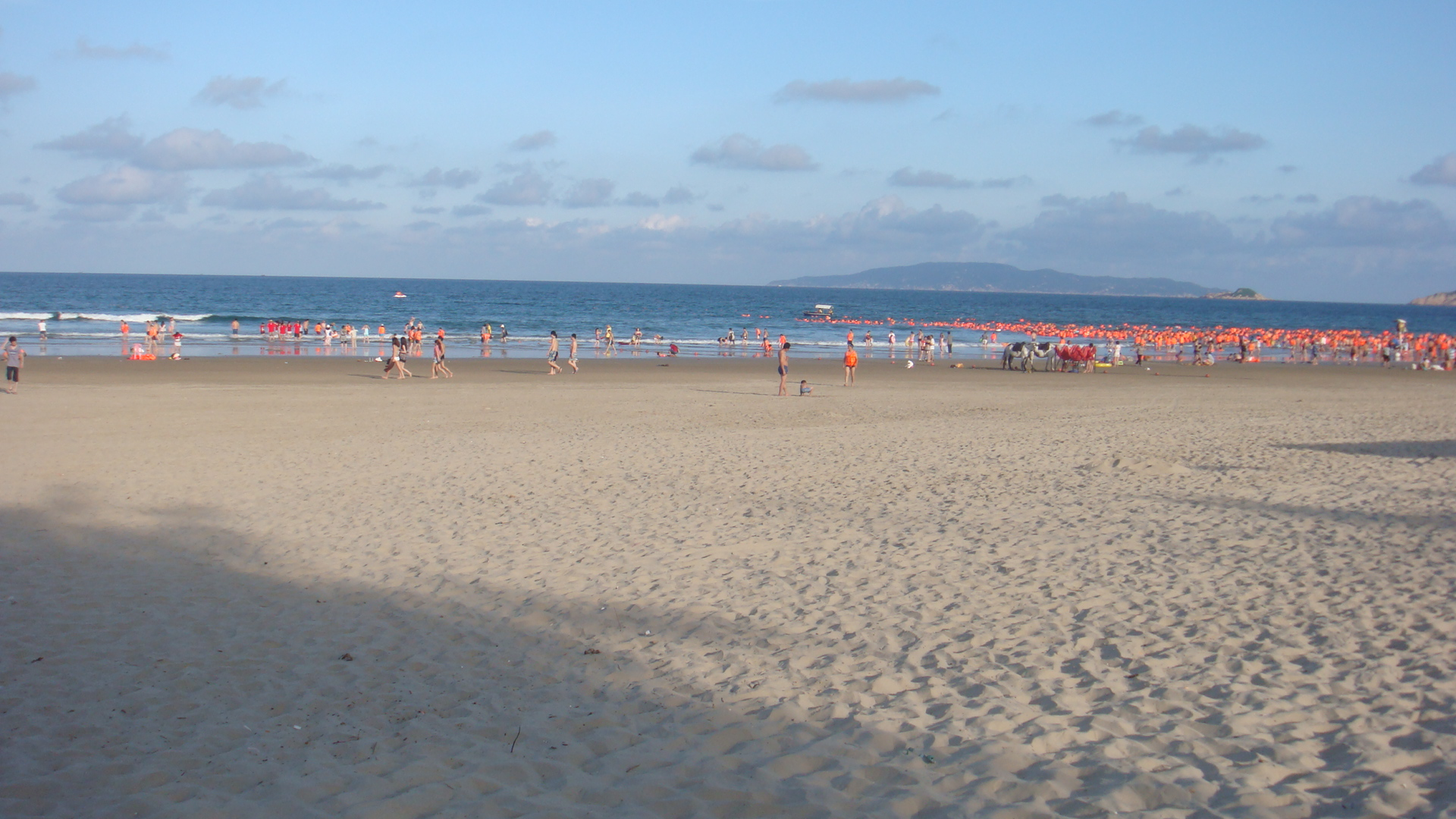
川岛镇上川岛沙滩风光（2011年）
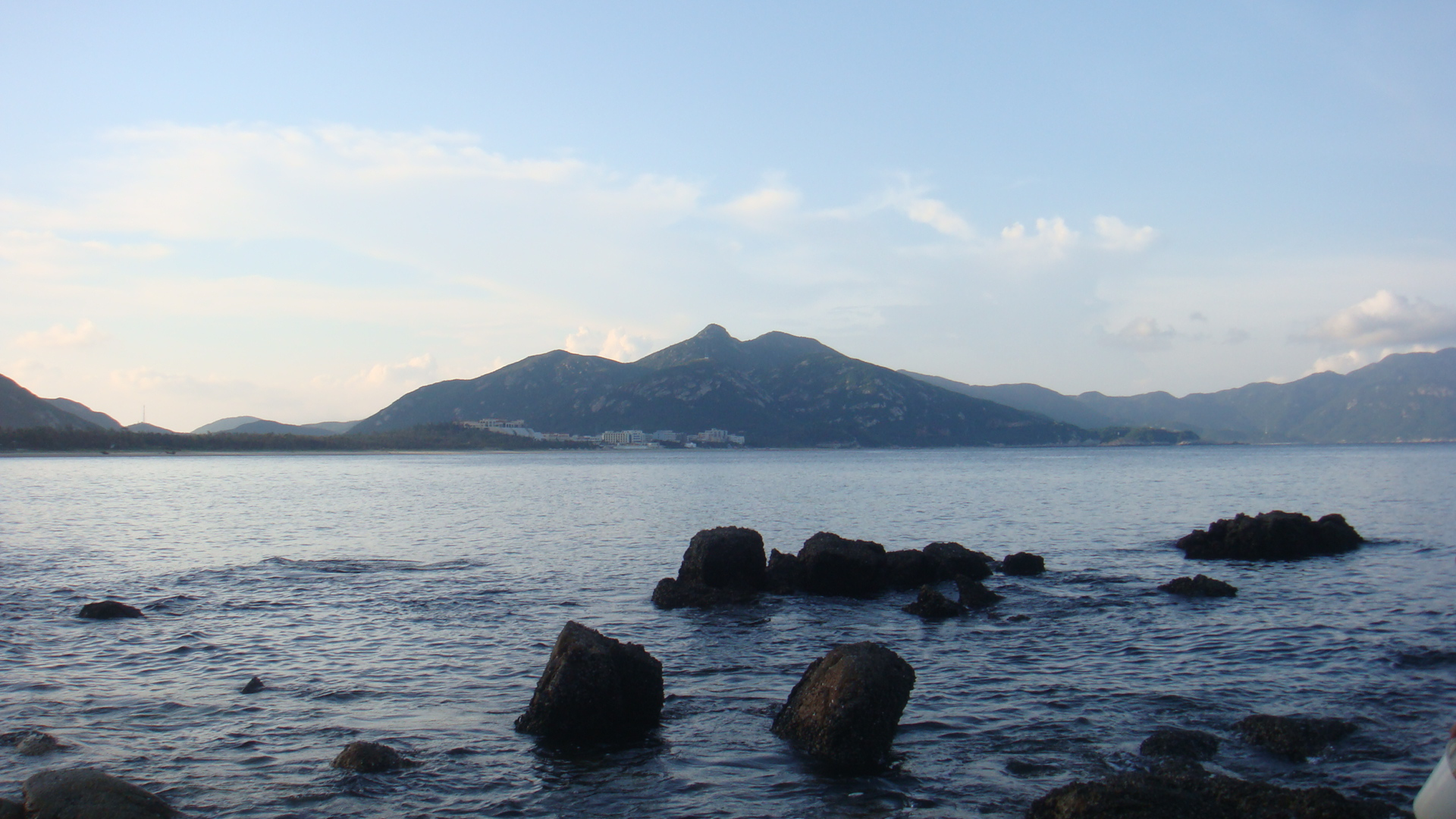
川岛镇上川岛海岸风光（2011年）
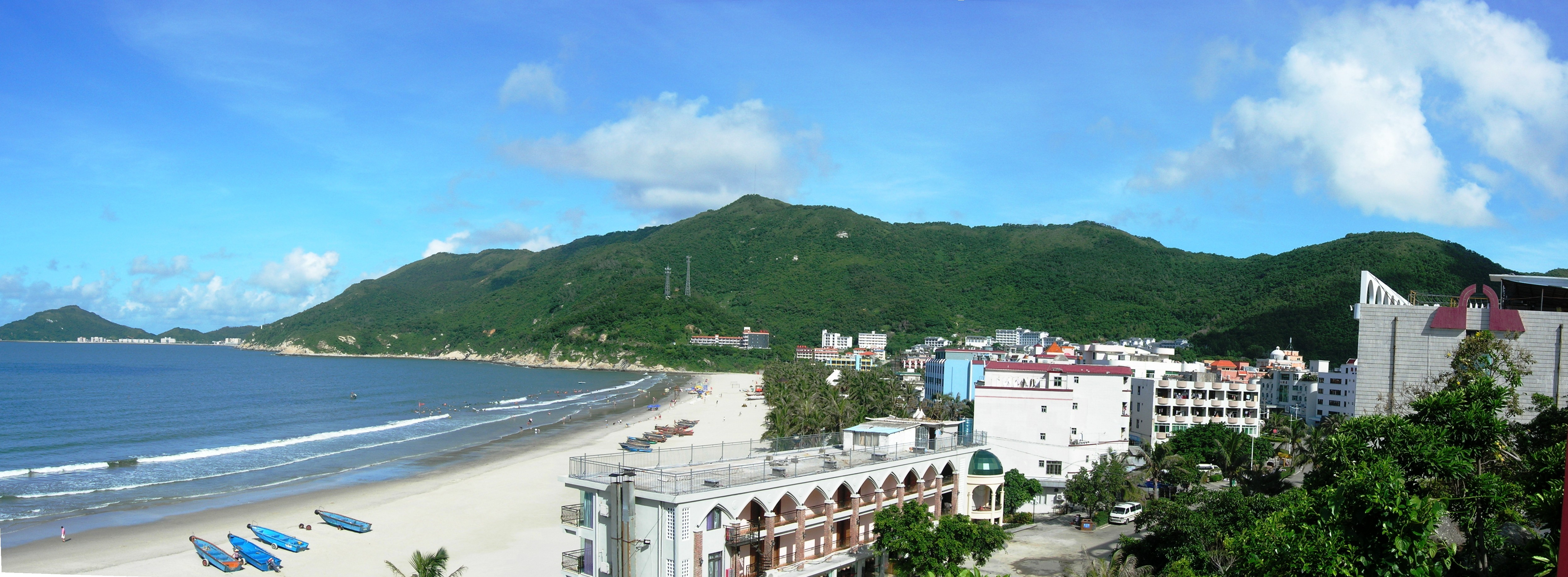
川岛镇下川岛海湾（2009年）
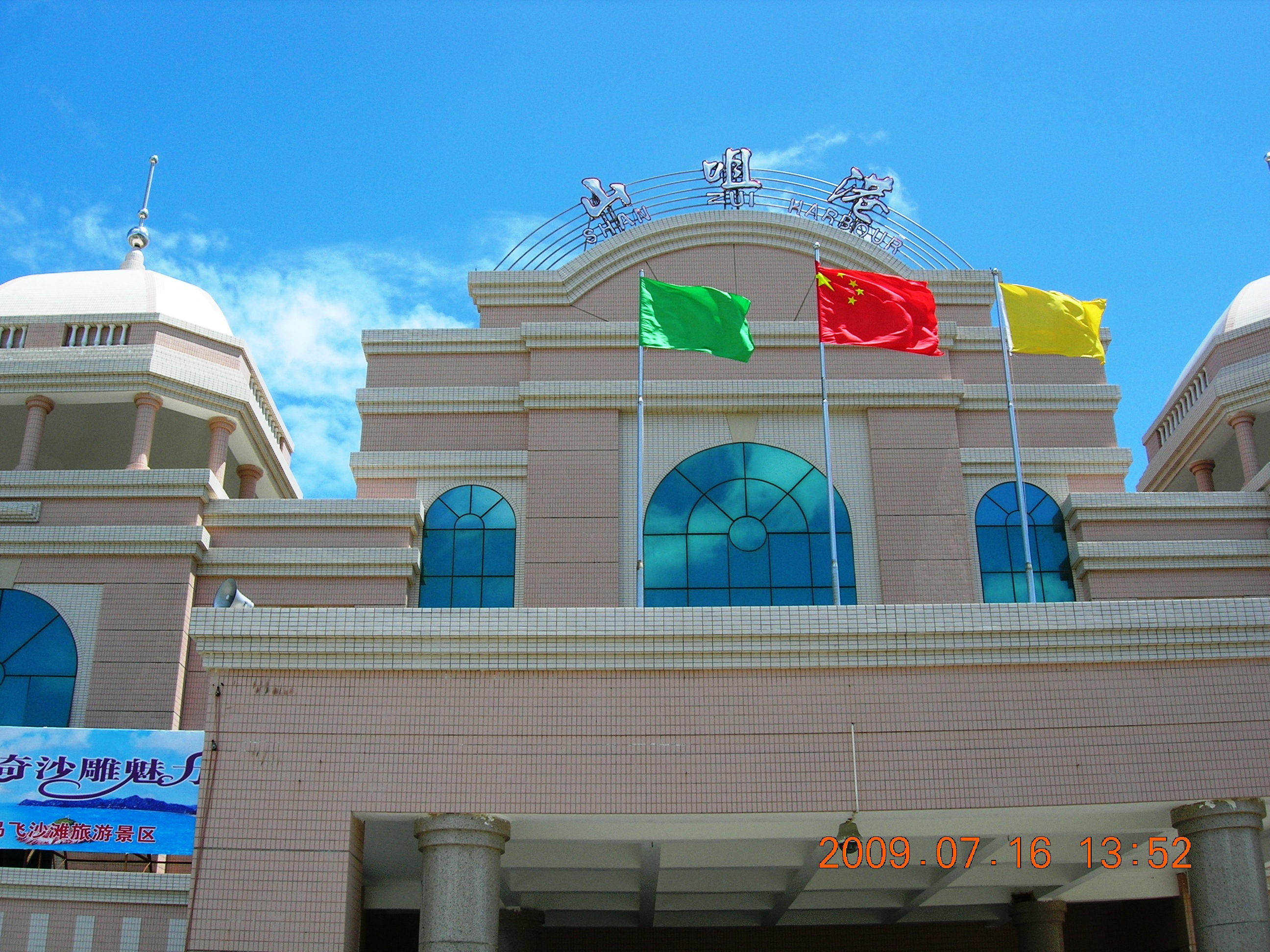
川岛镇上川岛山咀港（2009年）

## 行政区划
截至2015年末，台山市辖18个镇级（街、镇、场）行政单位；全市有村民委员会277个，居民委员会36个。
台城街道、大江镇、水步镇、四九镇、白沙镇、三合镇、冲蒌镇、斗山镇、都斛镇、赤溪镇、端芬镇、广海镇、海宴镇、汶村镇、深井镇、北陡镇、川岛镇和华侨农场

### 村（居）委会
截至2020年，台山市各镇（街、场）村（居）委会设置如下：
| 区划名称                                    | 村委会 | 村委会 | 居委会 | 居委会                                                           |
| 区划名称                                    | 数量   | 名称 | 数量   | 名称                                                             |
| ------------------------------------------- | ------ | --- | ------ | ---------------------------------------------------------------- |
| 台城街道办事处                              | 26     | 石花、沙坑、北坑、东坑、板岗、南坑、安步、大亨、长岭、淡村、礼边、筋坑、泡步、水南、朱洞、平岗、岭背、罗洞、元山、白水、桂水、缠溪、香雁湖、横湖、河北、三社 | 11     | 东云、南塘、环南、园田、上朗、合新、新桥、桥湖、仓下、富城、凤凰 |
| 四九镇                                      | 20     | 大塘、复盛、白石堡、高岭、塘虾、石坂潭、上南村、松头、营村、上坪、下坪、上朗、下朗、五四、东方、车朗、东冠、大东、松朗、玄潭                                 | 3      | 四九圩、五十圩、板锡                                             |
| 水步镇                                      | 20     | 芦霞、独冈、冈宁、下洞、甘边、灌田、大岭、横塘、步溪、新塘、长坑、茅连、罗边、荔枝塘、天狮坡、联兴、井岗、长塘、乔庆、密冲                                   | 1      | 水步圩                                                           |
| 大江镇                                      | 18     | 山前、沙冲、大巷、麦巷、里坳、岐岭、陈边、水楼、沙浦、铁滘、张良边、东头、五星、石桥、新大塘、河木、来安、新大江                                             | 3      | 公益圩第一、公益圩第二、大江圩                                   |
| 三合镇                                      | 9      | 东联、温泉、新一、北联、西华、联山、那金、新安、联安 | 1      | 三合圩                                                           |
| 白沙镇                                      | 18     | 朗溪、朗南、江头、潮境、长江、西村、龚边、阳岭、朗北、下屯、新三八、邹村、冲泮、里边、五围、岗美、冲云、塘洞                                                 | 2      | 白沙圩、三八圩                                                   |
| 冲蒌镇                                      | 16     | 前锋、西海、冲洋、新围、竹湖、竹洛、达材、白岗、伞塘、三和、稔坪、西坑、八家、官窦、新屋、朝中                                                               | 1      | 冲蒌圩                                                           |
| 斗山镇                                      | 18     | 西乔、福场、秀墩、大湾、中礼、莲洲、浮石、田稠、曹厚、横江、安南、六福、唐美、其乐、五福、墩头、西栅、那洲                                                   | 1      | 斗山                                                             |
| 都斛镇                                      | 17     | 园美、古逻、莘村、都阳、竞丰、大纲、沙冈、龙和、东坑、丰江、白石、金星、下莘村、南村、坦塘、西墩、银塘                                                       | 1      | 都斛圩                                                           |
| 赤溪镇                                      | 10     | 铜鼓、护岭、磅礴、北门、曹冲、冲金、长安、长沙、田头、渡头                                                                                                   | 1      | 赤溪圩                                                           |
| 端芬镇                                      | 16     | 塘底、海阳、锦江、西头、山底、塘头、西廓、那泰、莲湖、墩寨、上泽、西泽、庙边、寻皇、隆文、三洞                                                               | 1      | 端芬圩                                                           |
| 广海镇                                      | 7      | 奇石、城北、双龙、靖安、中兴、团村、鲲鹏 | 2      | 广海城、环城                                                     |
| 海宴镇                                      | 23     | 肖美、洞安、海通、崙定、那陵、澳村、春场、望头、石美、丹堂、东联、联南、升平、三兴、联和、永和、河东、廓峰、和阁、沙栏、新河、南丰、五丰                     | 2      | 海宴街、青山                                                     |
| 汶村镇                                      | 15     | 凤村、上头、沙奇、大担、五乡、九岗、冲口、西联、横山、渔业、汶村、高朗、小担、茭一、白沙                                                                     | 1      | 鱼地圩                                                           |
| 深井镇                                      | 16     | 河东、河西、井东、井西、康华、江东、小江、獭山、蓝田、联和、那北、那中、那南、沙潮、龙岗、大洞                                                               | 2      | 深井圩、那扶圩                                                   |
| 北陡镇                                      | 11     | 沙湾塘、大步头、早禾石、下洞、沙咀、那琴、石蕉、寨门、小洞、沙头冲、平山朗                                                                                   | 1      | 陡门圩                                                           |
| 川岛镇                                      | 17     | 山咀、甫草、大洲、飞东、马山、高笋、沙堤、水平、独湾、川西、联南、家槟、塔边、芙湾、川东、茅湾、茫洲                                                         | 2      | 三洲圩、略尾圩                                                   |
| 合计：台山市全市村委会共277个，村委会36个。 |        | |        |                                                                  |

## 人口
截至2024年末，全市常住人口88.89萬人，其中城鎮常住人口43.53萬人，占常住人口比重（常住人口城鎮化率）48.97%。
2024年末公安戶籍人口94.63萬人，其中：城鎮人口38.73萬人，鄉村人口55.89萬人。

## 交通
台山市内交通有公路、航运、铁路三种。

### 交通概况
公路方面，台山境内各级公路总长2823.907千米。其中有两条高速公路，西部沿海高速公路S32横贯市境，并连接港珠澳大桥，新台高速公路S49直达台城街道。水路方面，沿潭江和南海有公益港、广海港、鱼塘港等客、货、渔港码头。铁路方面，2018年7月1日开通的深湛铁路在台城街道南坑村设台山站。

### 公路

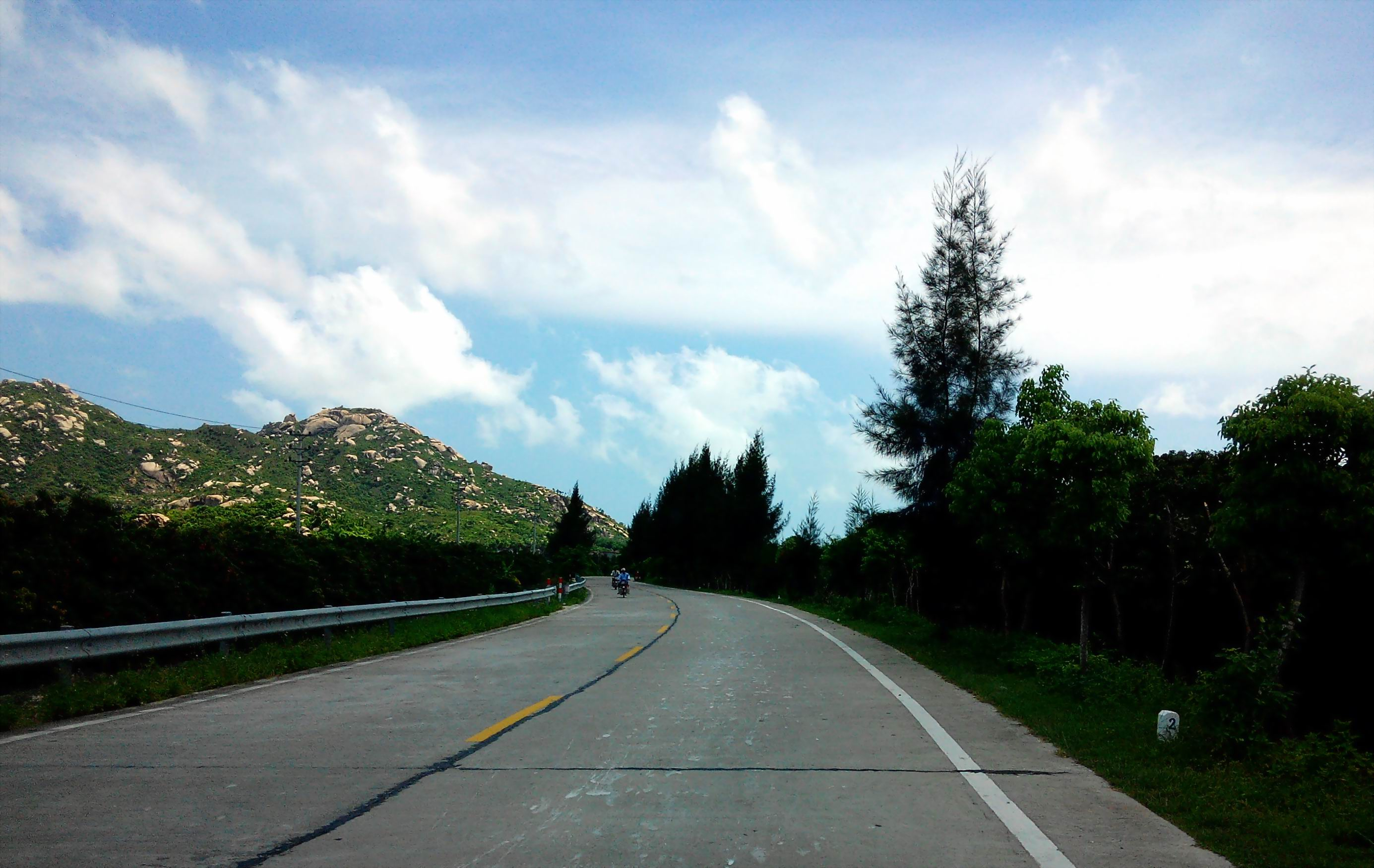
台山境内的S365省道（2015年）

截至2020年底，台山市公路通车里程3128.7千米，公路密度95.2千米/百平方千米。按千米等级分，其中，高速公路162.227千米，一级公路137.143千米，二级公路307.584千米，三级公路323.933千米，四级公路1907.591千米，等外路 290.222千米；按路面状况分，其中，水泥混凝土路面公路2821.8千米，沥青混凝土路面公路216.9千米，砂土路90.0千米。全市有桥梁782座、28419延米。
228国道、240国道过境。
新台高速公路S49新会司前段往台山方向（2015年）。中阳高速公路經過。

#### 路橋
- 公益大桥
- 镇海湾大桥
- 黃茅海通道

#### 公共交通
台山境内拥有15条公共汽车路线，主要运行于台山市区（台城）一带以及临近的四九镇、白沙镇等镇的部分地区，由广东省江门市汽运集团有限公司台山公共汽车分公司运营。

#### 汽运

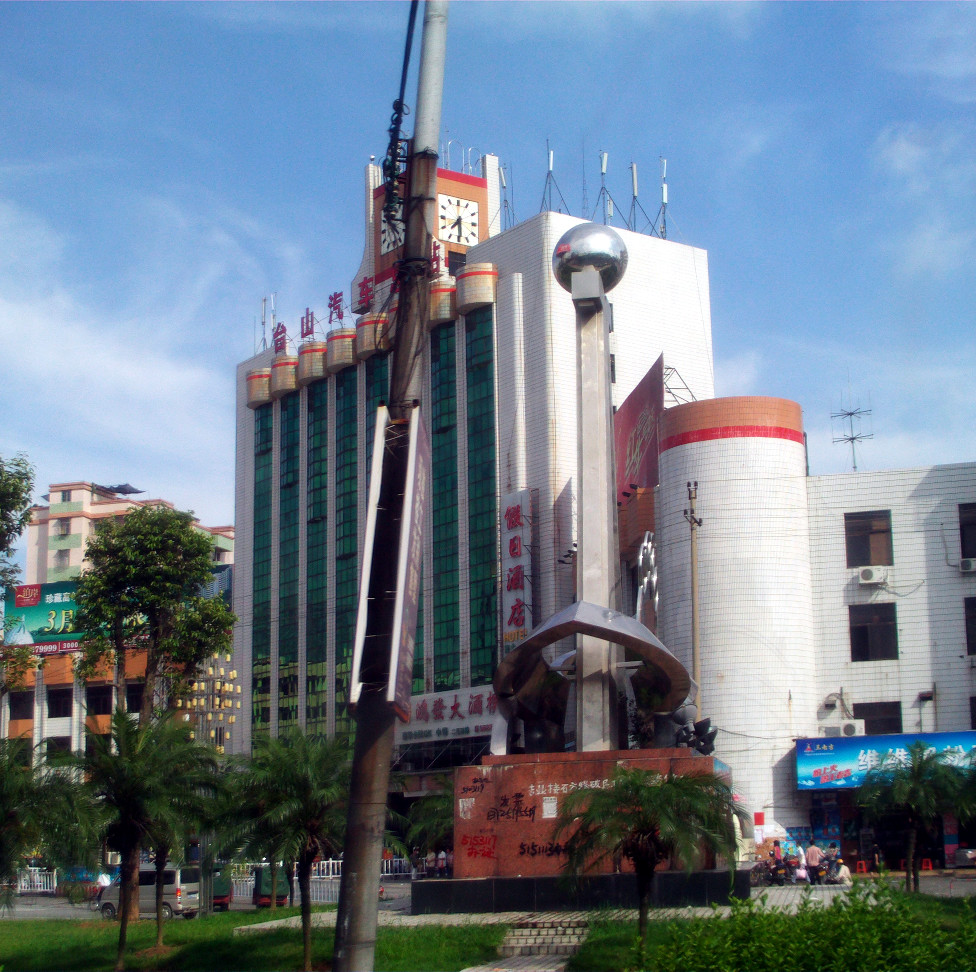
台山汽车总站，位于台城中心。摄于2014年

台山市道路运输由广东省江门市汽运集团有限公司台山公共汽车分公司运营，拥有二级站场台山市汽车客运站一个，三级客运站场有塔山车站、白沙车站、横山车站、海宴车站4个。
至2020年末，台山汽车总站有营运客车305台，总座位1.11万个；营运线路101条（含公共交通），其中公交线路18条，公路客运线路83条（包括省际线路6条，市际线路52条，县际线路7条，农村线路18条）；2020年完成客运量1007.05万人，客运周转量26925.91万人千米。2020年春运（1月10日至2月18日）期间，投入车辆289台、座位1.04万个，总行驶里程199万千米，总发送班车5.59万班次，发送旅客69.37万人次。

### 水路
2020年底，台山市有水运企业11家。2015年，营运船舶159艘，其中普通货船189艘，载重量238639 吨，集装箱船18艘，载重量36361吨；客船27艘，客座位2797个。港口17家（经营8家、歇业9家），其中具备危险货物作业资质的港口2家。简易码头装卸点17家。
| 项目 | 货运量（万吨） | 货运周转量（万吨/千米） | 客运量（万人） | 客运周转量（万人/千米） | 港口吞吐量   | 港口吞吐量   | 港口吞吐量     |
| 项目 | 货运量（万吨） | 货运周转量（万吨/千米） | 客运量（万人） | 客运周转量（万人/千米） | 旅客（万人） | 货物（万吨） | 集装箱（万吨） |
| ---- | -------------- | ----------------------- | -------------- | ----------------------- | ------------ | ------------ | -------------- |
| 公路 | 1081.42        | 18128.9                 | 954.16         | 86457.09                | 360.94       | 988.73       | 218.63         |
| 水路 | 1310.02        | 91903.93                | 180.47         | 3641.77                 | 360.94       | 988.73       | 218.63         |
| 合计 | 2391.44        | 110032.83               | 1134.63        | 90098.86                | 360.94       | 988.73       | 218.63         |

### 铁路

#### 新宁铁路
早在1909年，台山已拥有一条由陈宜禧主持修建的商办铁路新宁铁路，它亦是全部不用外國资本和技术人员建造的鐵路，干线由北街至斗山，支线由宁城至白沙。1938年日军入侵广东时，为防备日军沿铁路进犯，国民政府下令拆毁新宁铁路。

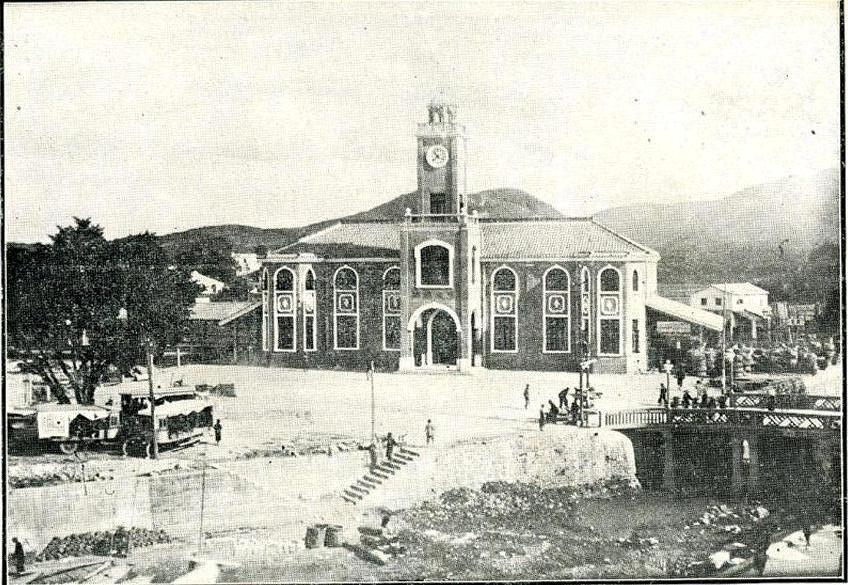
原新宁铁路宁城火车站前
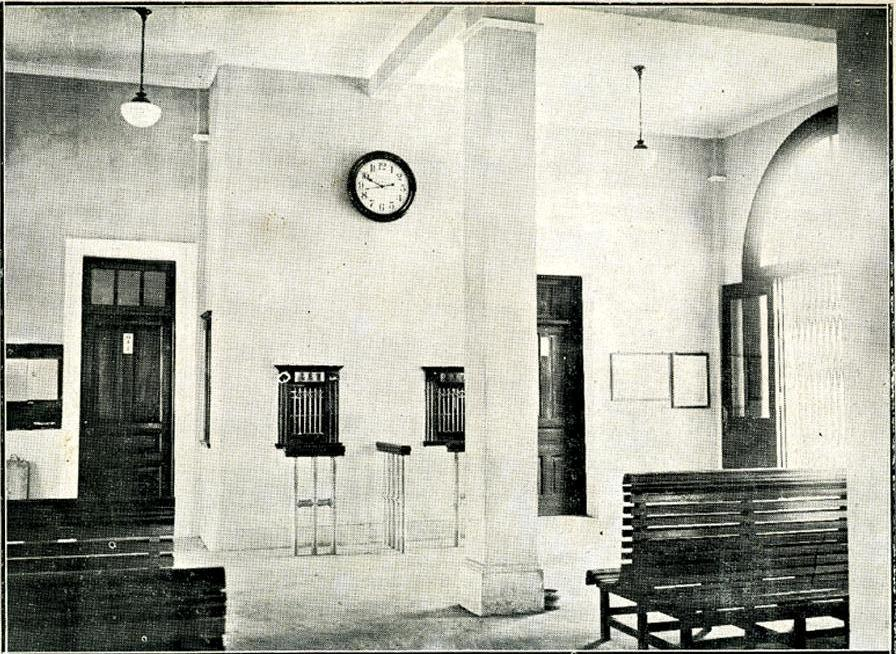
宁城火车站售票处
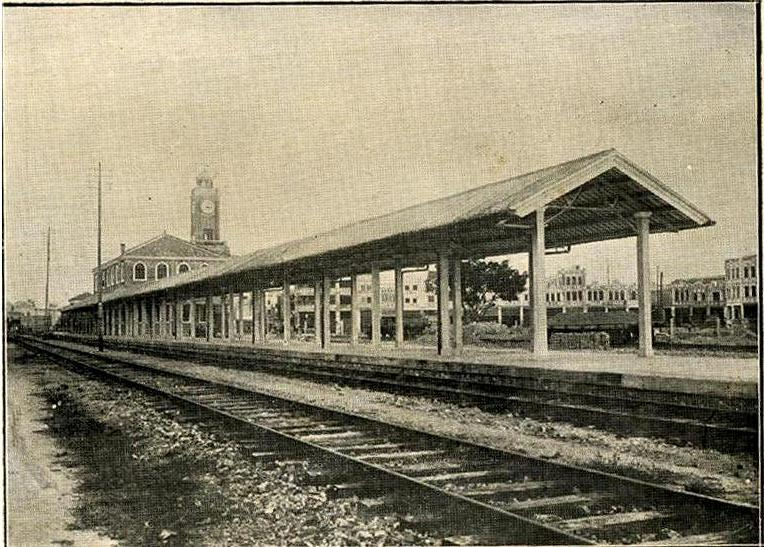
宁城火车站月台
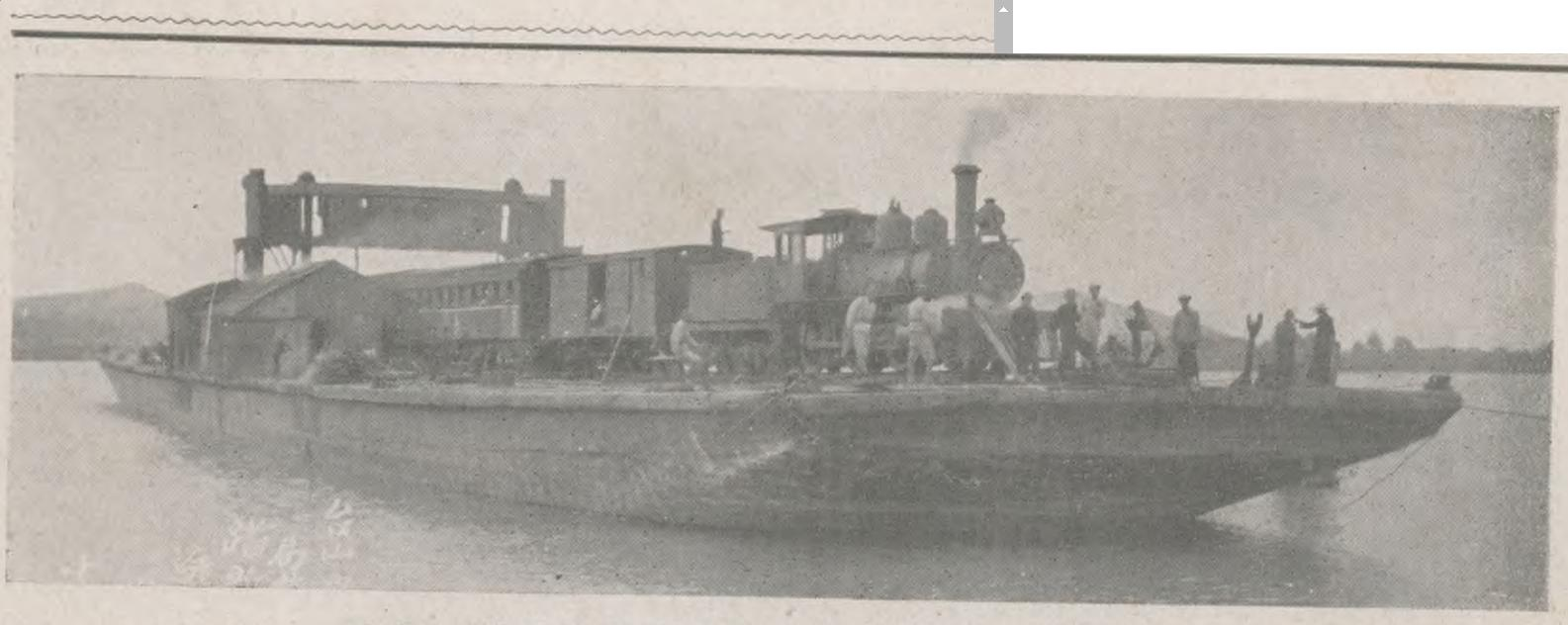
宁城铁路火车渡轮，位于牛湾
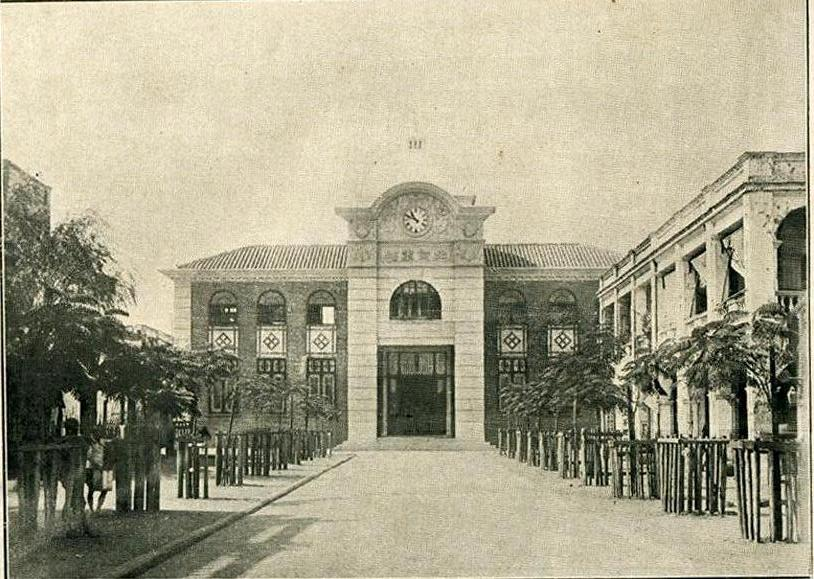
原新宁铁路北街车站前
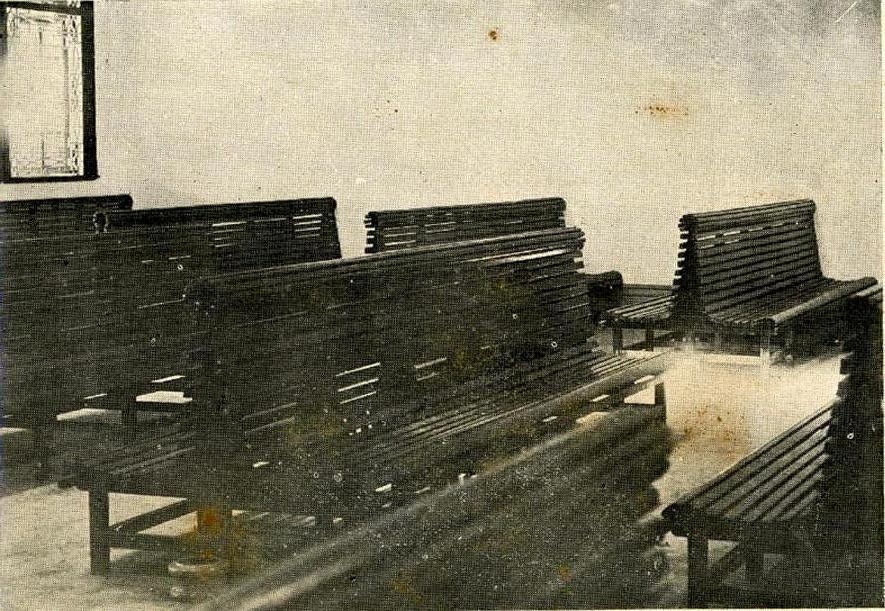
北街车站候车室
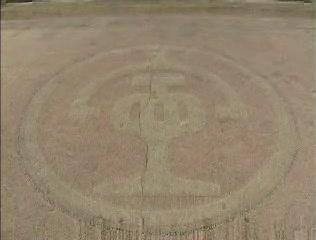
新宁铁路公司标志
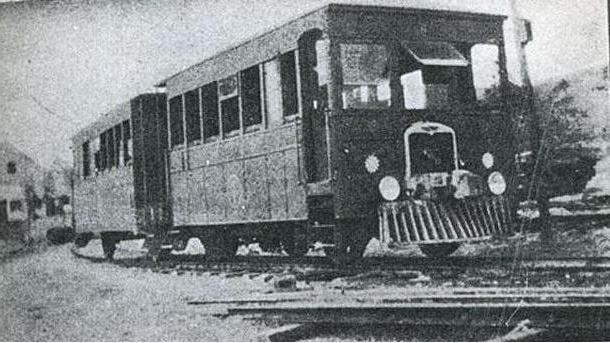
新宁铁路有轨汽车

1995年3月，因城市發展需要，原新宁铁路宁城車站被清拆。宁城车站遗址上为现今的台山商業城。目前幸存车站旧址仅有北街火车站，其于1998年被江门市人民政府公布为文物保护单位；2008年广东省人民政府公布其为文物保护单位。

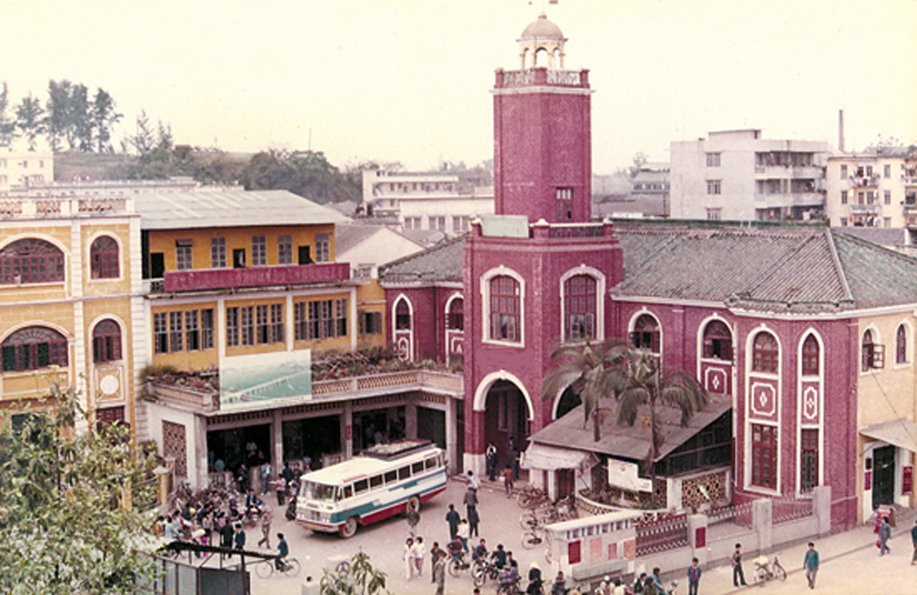
20世纪80年代的宁城火车站旧址

#### 深湛铁路台山站

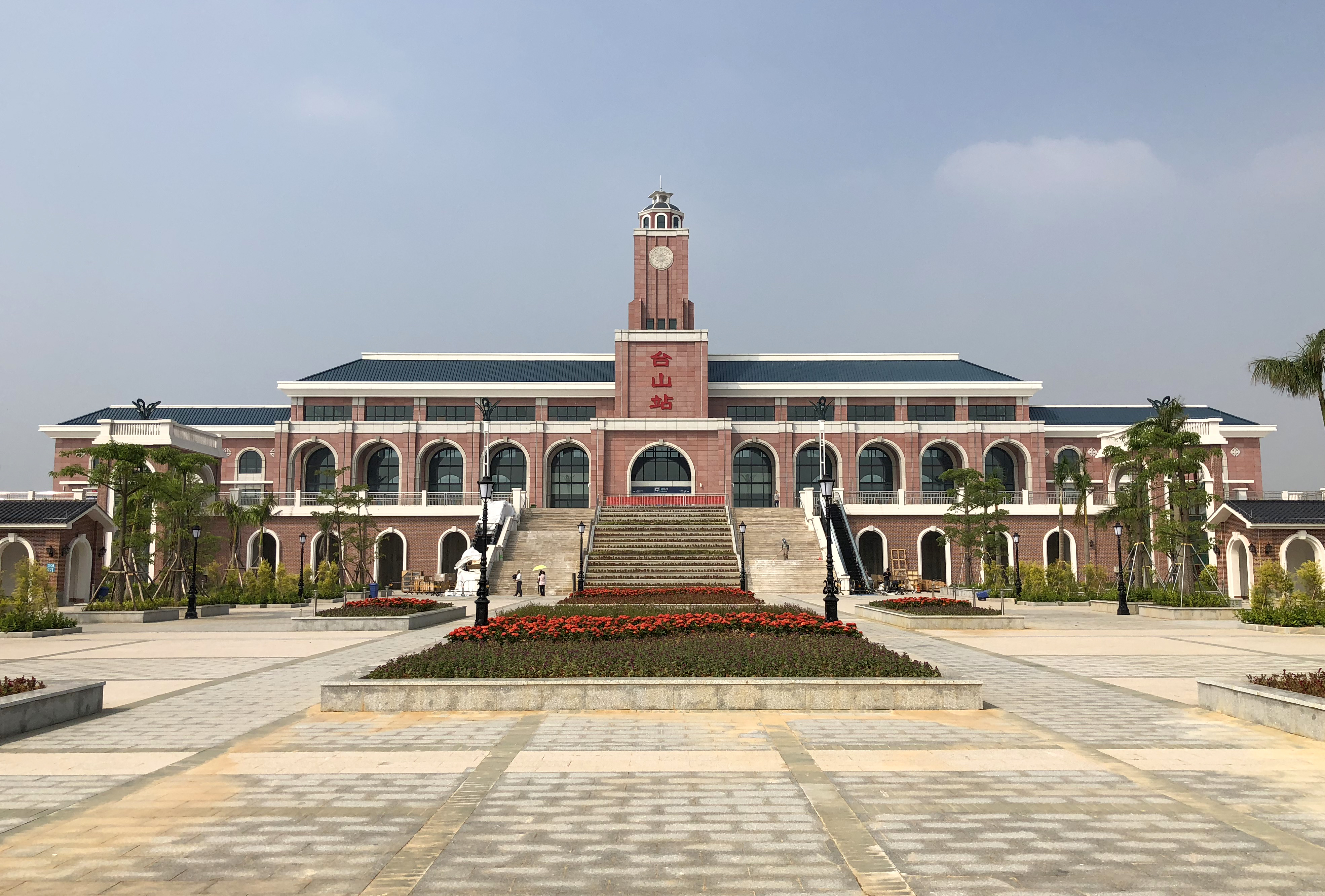
深湛铁路台山站

台山境内拥有铁路车站台山站一座。台山站于2018年7月1日正式开通，属于深湛铁路沿线其中一站。位于台城南坑永隆村，属台山工业新城的核心区，毗邻中开高速(深中通道)、新台高速、 240国道、台开快速路、公益港。站房设计以原新宁铁路宁城站为原型。
台山站站前大道全长1.5公里，总用地115亩，按双向4-6车道建设；站前广场占地约45亩。广场分3个区域，其中广场中心（景观绿化）区域占地面积为23亩；广场西面的停车场占地面积10亩，含小车停车位110个、摩托车停车位210个；广场东面的公交车和出租车接驳站占地面积12亩，公共汽车接驳位6个和出租车接驳位21个。

## 经济
近年市政府大力打造大廣海灣經濟區。

大广海湾经济区港口

台山市曾多次入选全国综合实力百强县。工业有机械、医药、建材、纺织、食品、电器、五金等诸多门类。农业主产水稻、花生、甘蔗、蔬菜、水果、禽畜、花卉等，林业发达，盛产近千种海产品台山蚝、台山青蟹、鳗鱼、黃鳝等。
根据官方数据显示，2023年台山市地区生产总值为547.4亿元，社会消费品零售总额为238.85亿元，地方一般公共预算收入为38.4亿元，全市工业用电量达25.15亿千瓦时，农林牧渔业总产值为204.24亿元。截至2023年底，台山市金融机构本外币存款余额为975.86亿元。

## 能源
台山建设了装机容量达300万千瓦的神华能源台山发电厂，是中国华南地区最大的发电企业之一。
台山核电站位于赤溪镇，项目规划一期建设2台核电机组，采用三代EPR压水堆核电技术，单机容量为175万千瓦，为世界单机容量最大的核电机组，这是中法合作的大型核电站。

## 文化

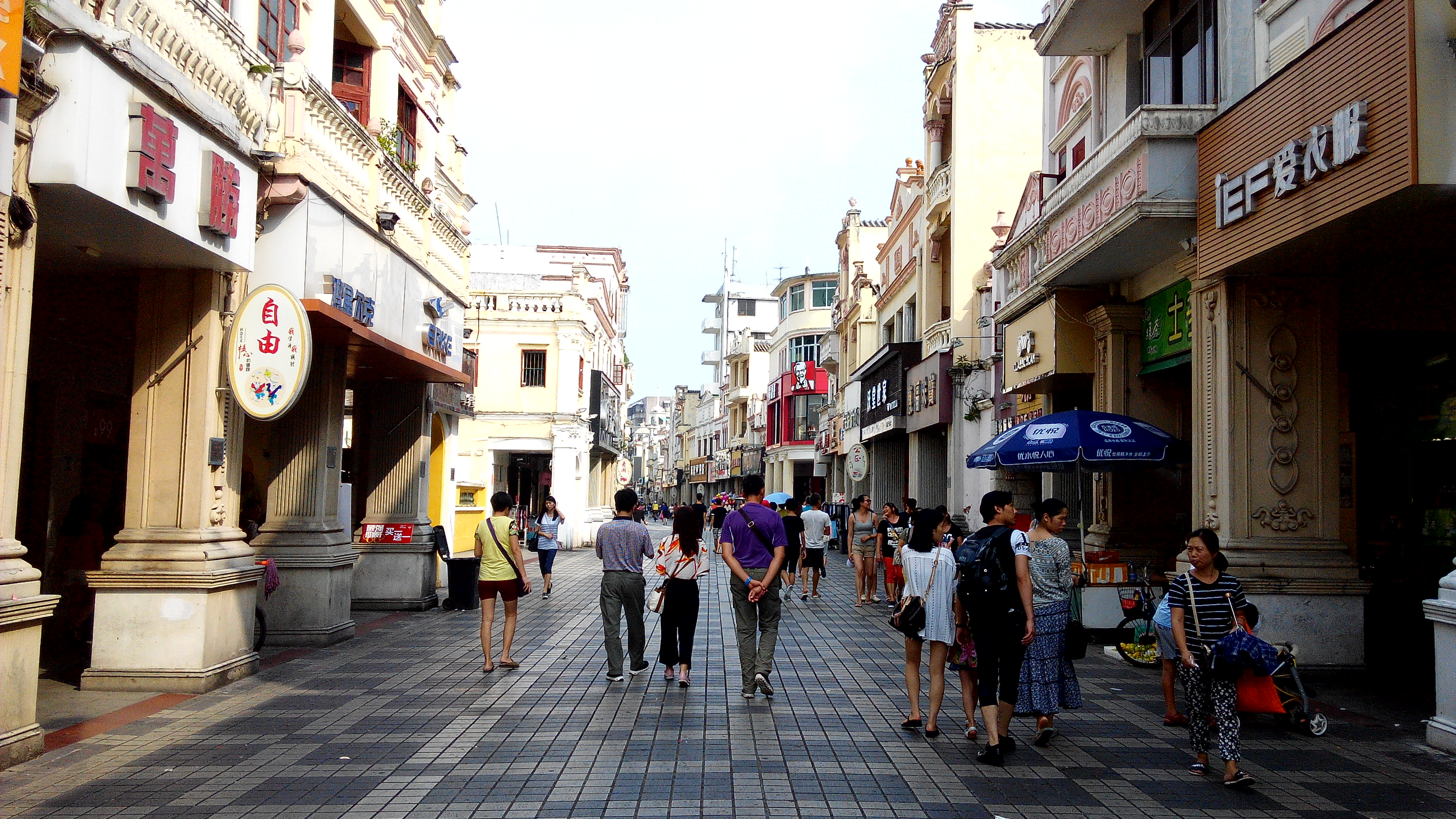
位于台城的商业步行街

城市文化设施先进，排球运动非常普及，有“排球之乡”的美誉。
台山与广州为广东音乐粤曲的两大发祥地。
市里斗山镇浮石村是南宋崖山海战幸存宋朝皇室后裔村，并以三月三拜祭北帝的飘色游行风俗艺术驰名于四邑地区。

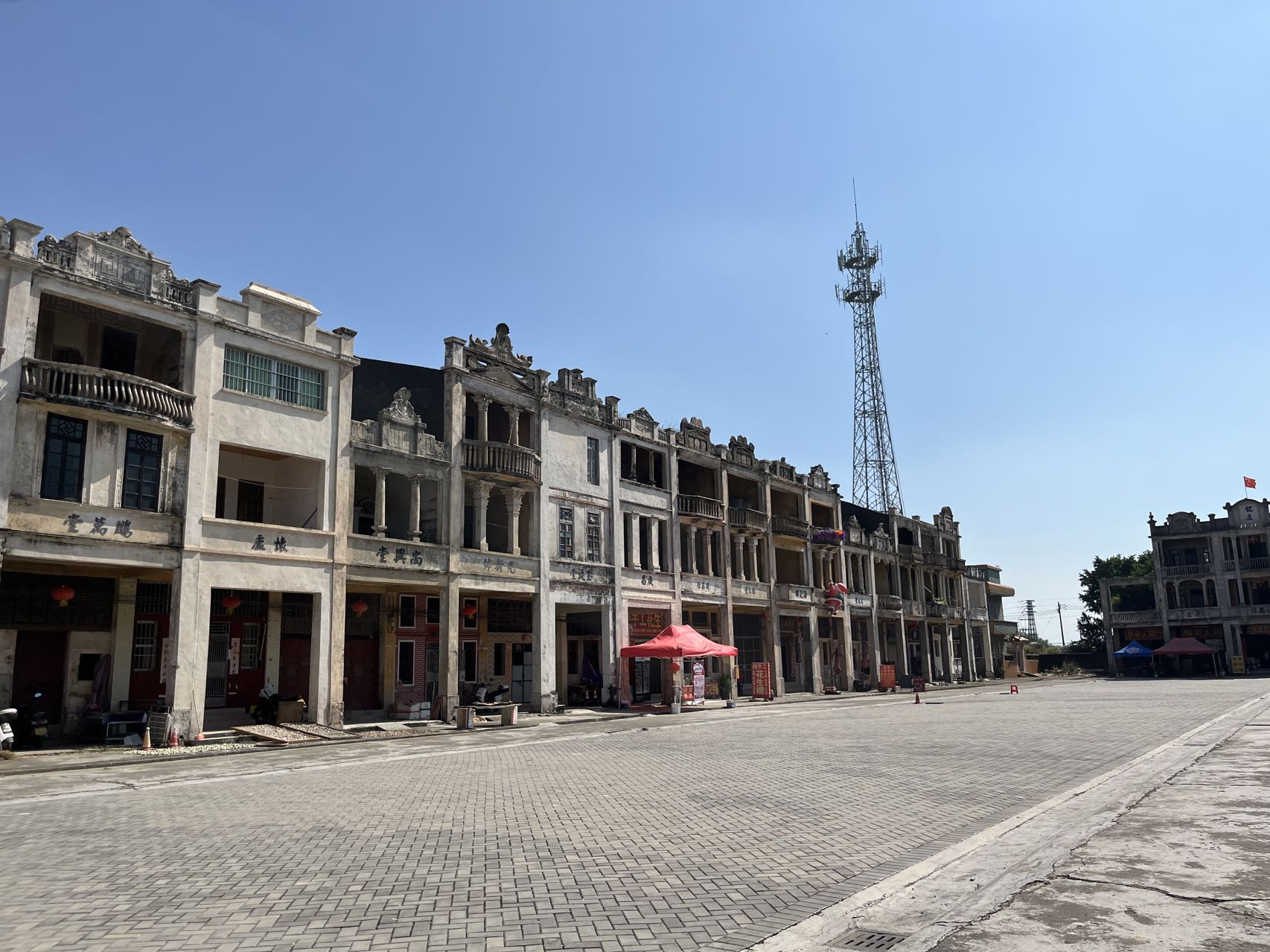
阳光照耀下的端芬梅家大院(2024)

台山碉楼文化融合了中西建筑风格，既体现了华侨的历史背景与奋斗精神，又展示了防御与居住功能的巧妙结合，成为侨乡文化的象征。例如，端芬镇的梅家大院、斗山镇的浮月村碉楼，以及四九镇的福临碉楼等，都是这一文化的代表。

## 语言
台山人基本95％的人都说粤语台山话，属粤语四邑片。而在台山话各个地区都有帶著鄉音的台山话；隔几座村的人说的台山话都有一定的差异，不过不至於影響交流。在改革开放以后，这个现象越来越得到改变；特别是在台山市區的市民说的台山话，基本都是标准的台山话。随着近年来推普政策的进行，学校限制方言的使用，许多年轻一代特别是2015年后，方言使用减少，导致台山话或粤语会听不会讲，或者完全不会。

## 教育

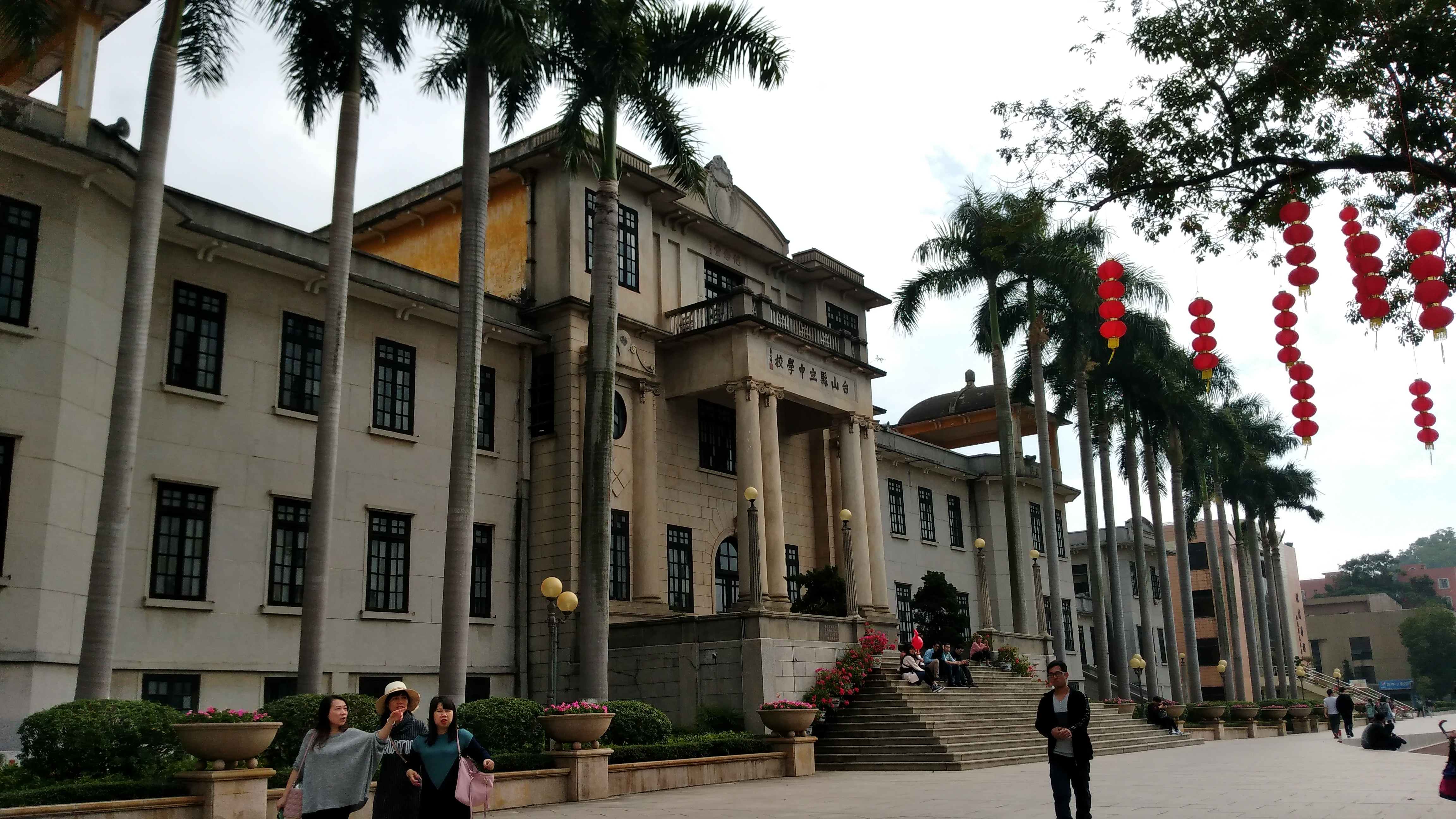
台山市第一中学

### 发展情况
截至2020年11月，台山市有众多学校，涵盖了公立和民办学校。全市共有各级各类学校203所（含特殊教育学校）。其中，普通高中4所，完全中学3所，共计高中7所。职业中学4所，独立初中20所，十二年一贯制1所，九年一贯制9所，共计普通初中34所，完全小学57所，小学分教点19所，特殊教育学校1所，幼儿园（公民办）85所。另外，成人社区大学1所。

### 学校

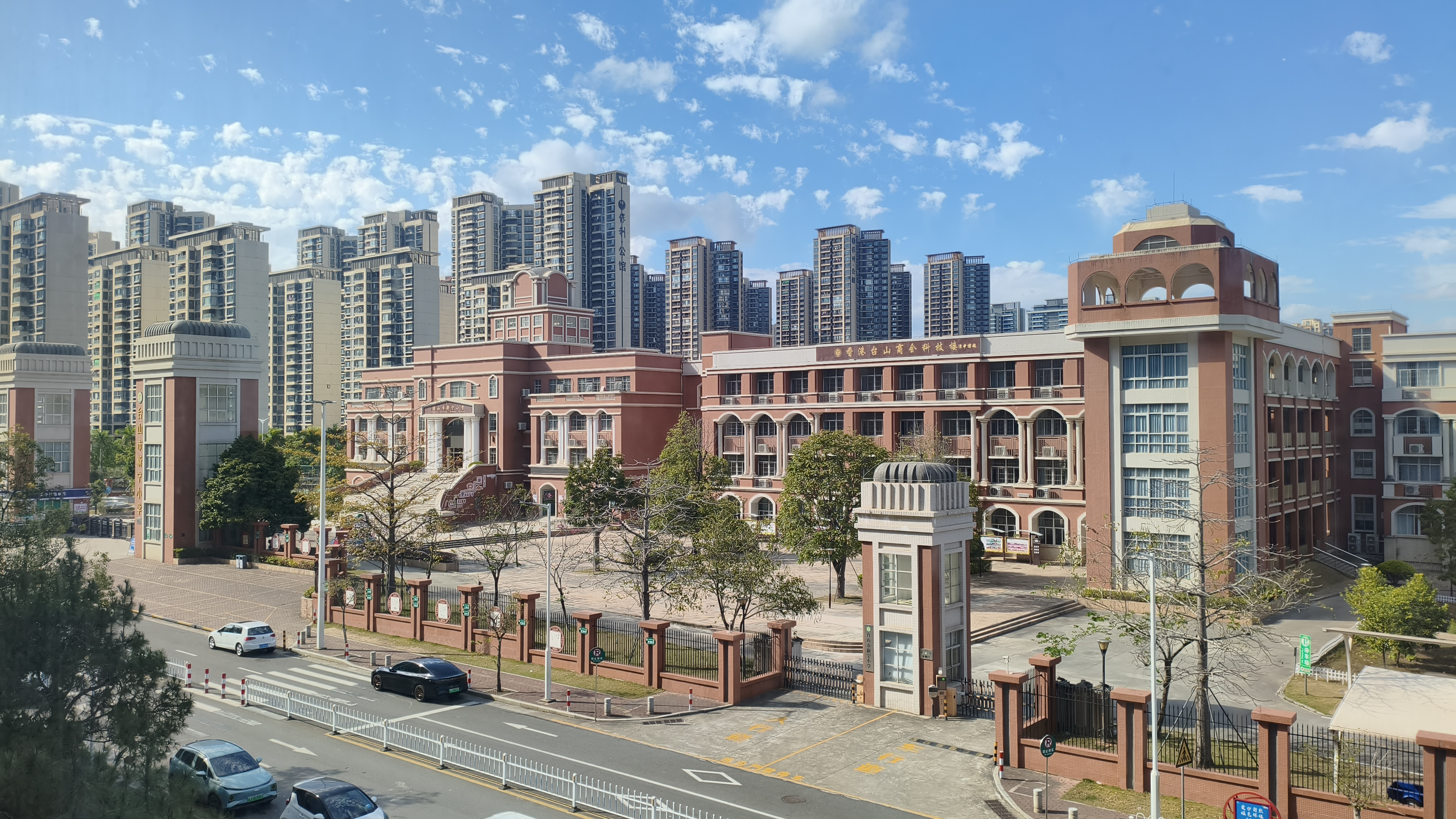
台山市新宁小学

#### 小学
台山市小学主要有：伯宏小学，新宁小学，东晖小学，伯宏小学，育才小学，台城第一小学，台城第二小学，台城第三小学，斗山中心小学，都斛中心小学，汶村中心小学，海宴中心小学，广海中心小学等。

#### 初级中学

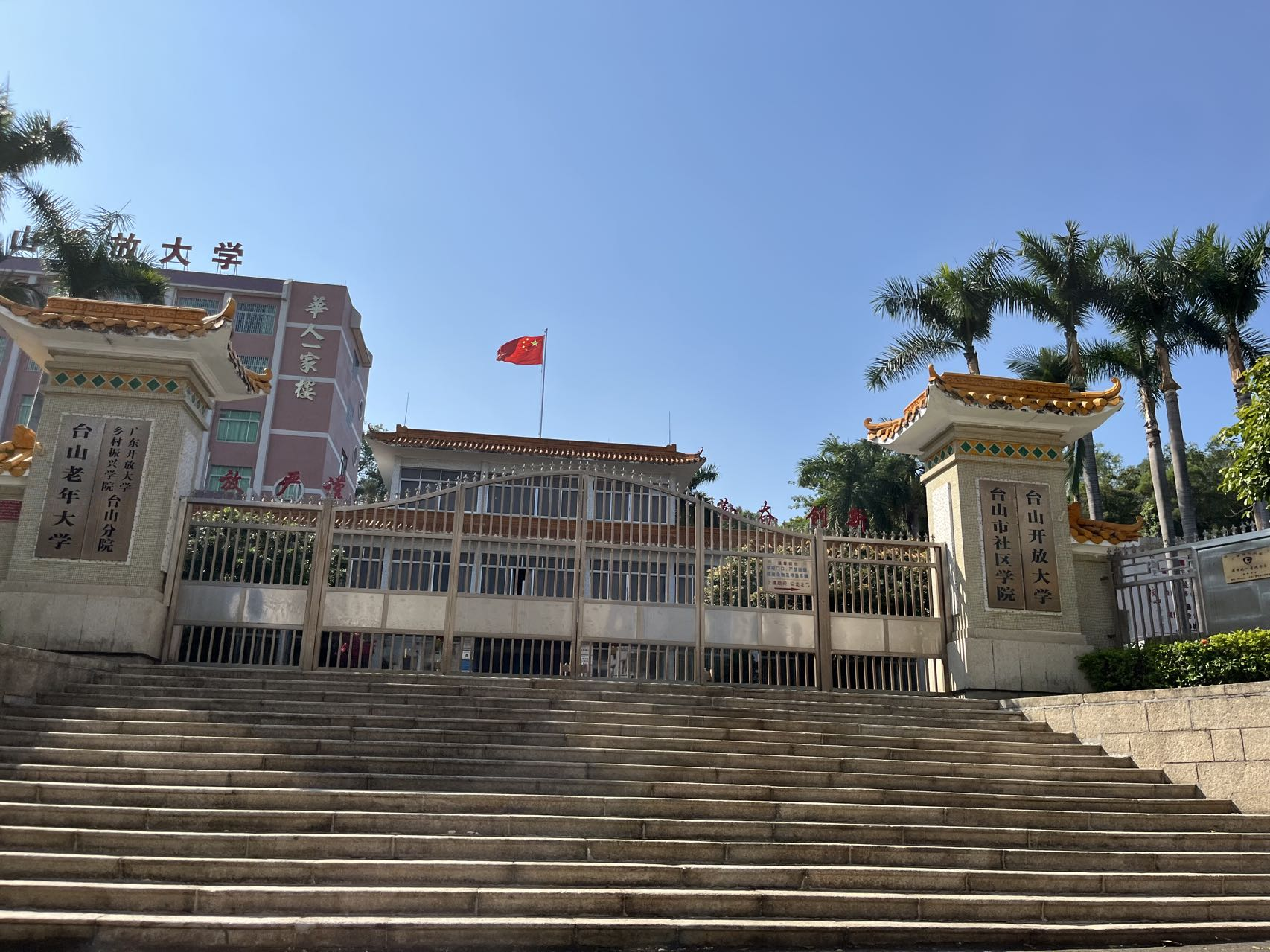
台山开放大学 (2024)

台山市的初级中学主要有：新宁中学，学业初级中学，广州大学台山附属中学，居正学校，武溪中学，越华中学，水步中学，冲蒌中学，大江中学，任远中学，海宴中学，深井中学等。

#### 高级中学
台山市普通高中有：台山一中，台山华侨中学，台山培正中学，台师高级中学，鹏权中学，李潭更开纪念中学，台山一中大江实验中学。

#### 大学
台山开放大学（台山市社区学院/台山市老年大学/台山市电视大学）

## 旅游

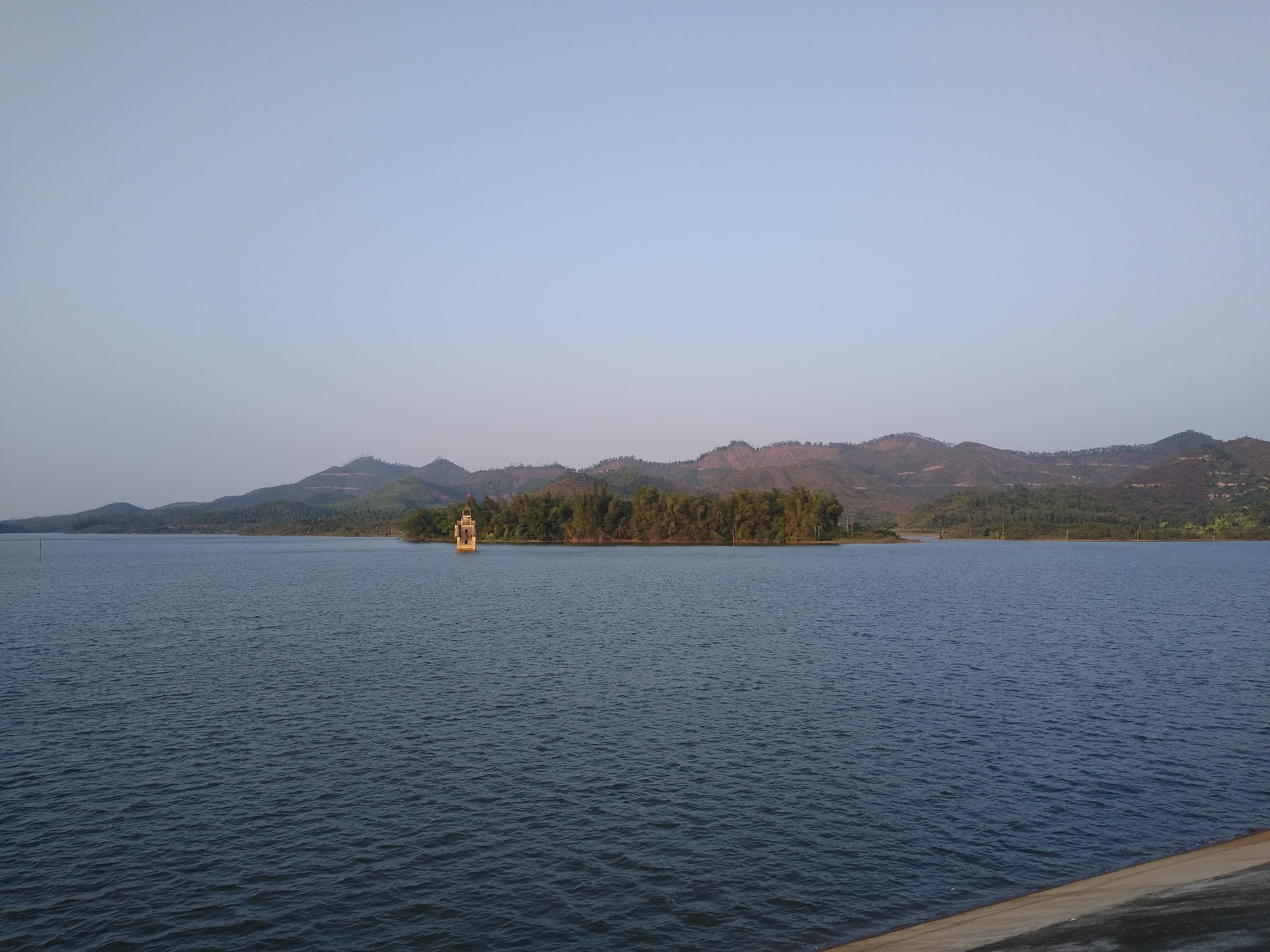
水中碉樓

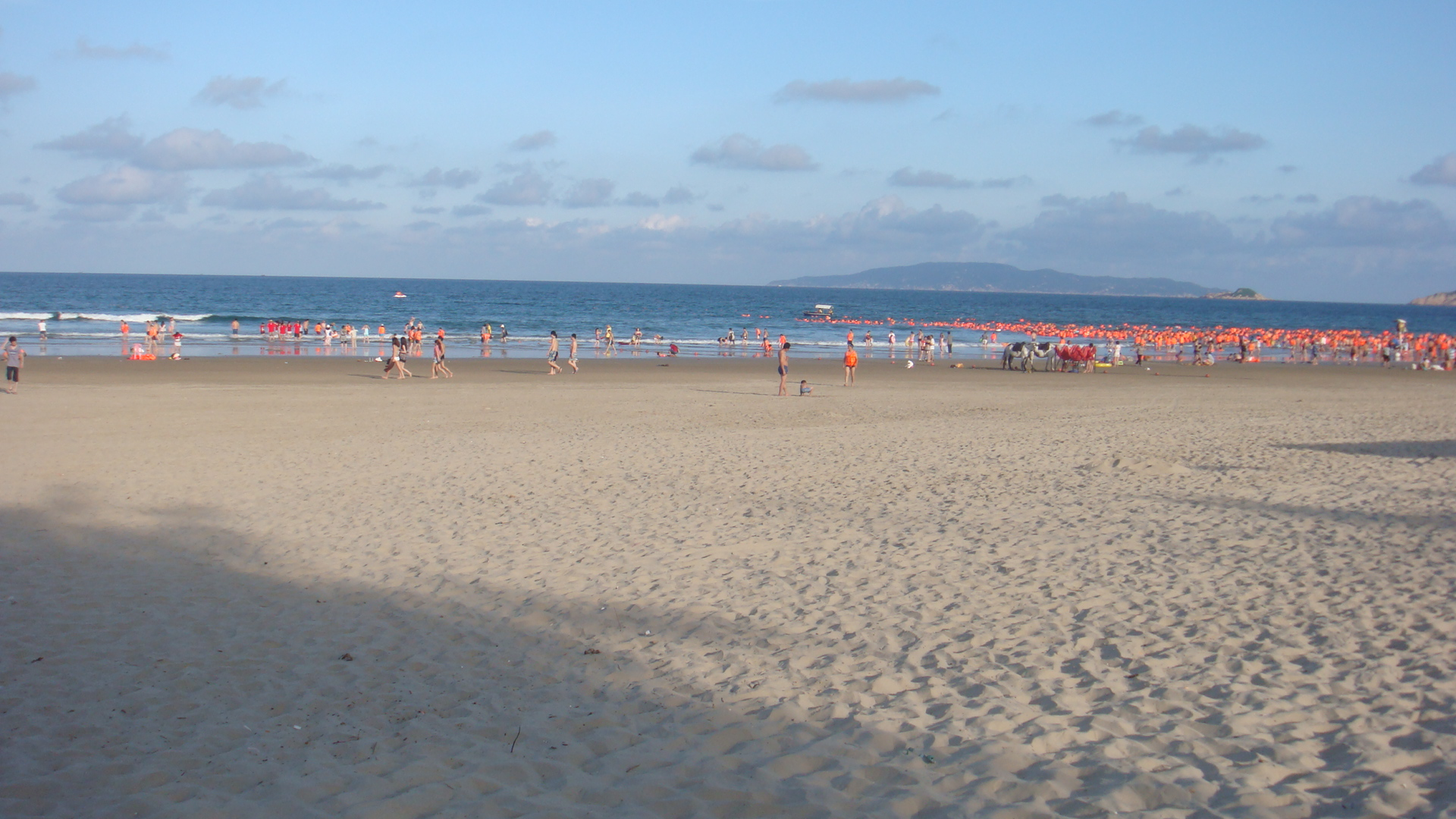
中国广东省江门市台山上川岛海滩。台山旅游发展迅速，“海岛、温泉、湿地、漂流、侨乡”是其旅游卖点。2011年全市共接待游客520万人次，旅游收入达30亿元人民币。

- 台山歷史文化街區
- 上川島
- 下川島
- 镇海湾红树林国家湿地公园
- 浪琴灣
- 黑沙灣
- 僑滙里雙龍文化樓
- 大广海湾经济区富丽湾旅遊度假村
- 梅家大院
- 端芬翁家樓
- 广东江门中华白海豚省级自然保护区
- 那琴半島地質海洋公園

## 特产

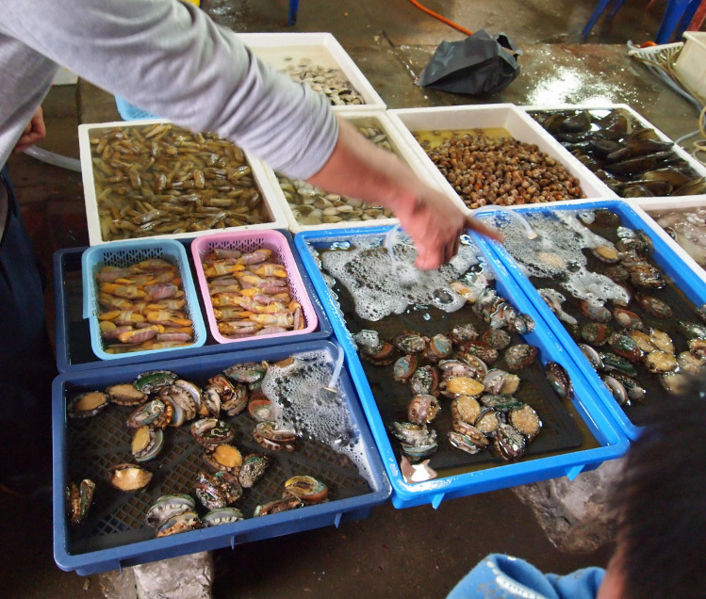
都斛海鲜街

- 台山鳗鱼（中国地理标志产品）
- 台山蠔（中國農產品地理標誌）
- 台山北峰山白云茶
- 广海咸鱼
- 川岛虾酱
- 黄鳝饭

## 備註
1. ↑  當時兩者通用

## 外部參考
- 《廣東省廣州市佛山地區韶關地區沿革地理》（著者：祝鵬 學林出版社，一九八四年上海）